# 地震の年表
| 地域別目次 |
| --- |
| 日本 東アジア・ロシア東部 東南アジア・オセアニア 南・中央・西アジア ヨーロッパ アフリカ 南北アメリカ 北極 南極 |
| 注：表示環境によって地図と文字の位置がずれることがあります。                                                   |

地震の年表（じしんのねんぴょう）は、地球上で発生した主な地震の記録である。

## 国・地域ごとの一覧
国・地域ごとの一覧があるものは以下の記事、「Category:各国の地震の一覧」、英語版の「Category:Lists of earthquakes by country」も参照のこと。
東アジア
- 中国
- 台湾
- 韓国
- 日本

南・中央・西アジア
- ネパール
- パキスタン
- アフガニスタン
- イラン
- コーカサス地域
- トルコ

ヨーロッパ
- アルバニア
- ギリシャ
- イタリア

アフリカ
- アルジェリア
- モロッコ

南北アメリカ
- アルゼンチン
- チリ
- ペルー

## 凡例
基本的に地震の名称と共に被災した地域や被害の規模を列挙しているが、特に名称がない地震や名称が分からない地震については代わりに震源地を記載している。地名は全て現在のものを用いており、年月日や時間は全て現地時間で表記している。なお、1582年10月4日以前はユリウス暦、1582年10月15日以降はグレゴリオ暦で表記しており、中国の地震については地震発生当時に旧暦を用いていた場合、太陽暦に換算している。
この年表では以下の基準を満たす地震を記載している。
- 日本以外の地域を震源とする地震で、マグニチュード8.0以上、またはマグニチュード7.0以上で死者・行方不明者10人以上、または死者・行方不明者100人以上にいずれか1つでも該当するもの。
- その他、ノートで合意が得られたもの。

マグニチュードにはMw：モーメント・マグニチュード、Mt：津波マグニチュード、Ms：表面波マグニチュード、Mb：実体波マグニチュード、その他幾つかの種類がある。

## 東アジア・ロシア東部

### 近代以前
6世紀
- 512年5月21日 山西、代県地震 - M7.4、死者5,310人。

11世紀
- 1038年1月10日 山西、忻州地震 - M7.3、死者3万2300人。

12世紀
- 1143年4月 寧夏回族自治区、銀川地震。

13世紀
- 1290年9月27日 直隷（河北省）、直隷地震 - 死者10万人。

14世紀
- 1303年9月17日 山西、洪洞地震 - M8.0、死者20万人（47万5800人とも）。
- 1306年9月13日 寧夏?、開城地震 - M6.5、死者5,000人。

15世紀
- 1411年9月29日 早朝にチベットで地震 - M8.0、死者多数、地表断層や山崩れが発生、前日夜に前震あり。
- 1487年8月10日 陝西省、臨潼地震 - M6.5、死者2,000人。

16世紀
- 1515年6月17日 雲南、鶴慶地震 - M7.8、死者数千人。
- 1536年3月19日 四川、西昌地震 - M7.5、死者数百人。
- 1556年1月23日 陝西省、華県地震 - M8.2[1]、死者83万人またはそれ以上（地震による死者数としては人類史上最悪と言われる）。
- 1561年7月26日 寧夏、中寧地震 - M7.3、死者5,000人。

17世紀
- 1605年7月13日 海南、瓊山地震 - M7.5、死者3,300人。
- 1609年7月12日 甘粛、酒泉地震 - M7.3、死者840人。
- 1622年10月25日 寧夏省で地震 - M7、死者1万1,000人。
- 1654年7月21日夜 甘粛、天水地震 - M8、死者3万1000人。
- 1668年7月25日 山東、郯城大地震 - M8.5、死者4万7615人。
- 1679年9月2日 河北、三河・平谷地震 - M8、死者4万5500人。
- 1681年6月26日 韓国東海岸、襄陽地震 - M7.5[2]。死者数万人。
- 1695年5月18日 山西、臨汾地震 - M7.8、死者5万2600人。

18世紀
- 1709年10月14日 寧夏、中衛地震 - M7.5、死者2,000人。
- 1718年6月19日 甘粛、通渭・甘谷地震 - M7.5、死者7万5000人。
- 1725年
  - 1月8日 雲南、宣良・蒿明で地震 - M6.8、死者600 - 900人。
  - 2月1日 ロシア、バイカル湖付近で地震 - M8.2。
- 1733年8月2日 雲南、東川地震 - M7.8、死者1,200人。
- 1736年1月30日 台湾、台南・嘉義地震 - M7.0、死者372人。
- 1737年10月17日 カムチャツカで地震 - M8.3、大津波が発生、死者70人。1952年と同様の巨大地震と推定される[3]。
- 1738年12月25日 寧夏、銀川で地震 - M6.5、死者約100人。
- 1739年1月3日 寧夏、平羅地震 - M8.0、死者5万人。
- 1751年5月25日 雲南、剣川地震 - M6.8、死者1,000人。
- 1755年1月27日 雲南、易門地震 - M6.5、死者345人。
- 1761年5月23日 雲南、玉溪地震 - M6.3、余震と併せて死者200人以上。
- 1763年12月30日 雲南、通海地震 - M6.5、死者1,000人。
- 1765年9月2日 甘粛、武山・甘谷地震 - M6.5、死者2,068人。
- 1786年6月1日 四川、康定・瀘定地震 - M7.8、死者446人、河道閉塞が起こる。
- 1789年6月7日 雲南、華寧で地震 - M7、死者300人 - 1,000人。
- 1792年
  - 8月9日 台湾、嘉義・彰化地震 - M7、死者617人。
  - 8月23日 カムチャツカで地震 - Mw8.5。
  - 9月7日 四川、道孚で地震 - M6.8、死者205人。
- 1793年5月15日 四川、道孚で地震 - M6、死者200人。
- 1799年8月27日 雲南、石屏地震 - M7、死者約2,000人。

19世紀
- 1803年2月2日 雲南省で地震、M6.3、死者200人。
- 1806年6月11日 チベット、錯那で地震 - M7.5、死者100人。
- 1811年
  - 3月17日?18日? 台湾で地震 - M6.8 - 7.5、死者21人。
  - 9月27日 四川、甘孜地震 - M6.8、死者481人。
- 1812年3月8日 新疆ウイグル自治区、伊寧地震 - M8?、死者多数。
- 1814年11月24日 雲南、石屏地震 - M6、死者数百人。
- 1815年
  - 10月13日 台湾、台北淡水地震 - M6.7 - 7.7、死者約100人。
  - 10月23日 山西、平陸地震 - M6.8、死者1万3000 - 3万人。
- 1816年12月8日 四川、炉霍地震 - M7.5、死者2,900人。
- 1820年8月4日 河南、許昌地震 - M6、死者400人。
- 1830年6月12日 河北省で地震 - M7.4、死者数千人。
- 1833年9月6日 雲南省で地震 - M7.7、死者5,000人。
- 1839年6月27日 台湾、嘉義地震 - M6.5、死者約117人。
- 1841年5月18日 カムチャツカで地震 - Mw8.6。
- 1843年4月25日 ロシア、千島列島で地震 - M8.2。北海道にも津波。日本の天保十勝沖地震（十勝沖地震#1843年、天保14年3月26日）と同一。
- 1848年12月3日 台湾、彰化地震 - M7.0、死者約1,030人。
- 1850年9月12日 四川、西昌地震、死者2万人。
- 1862年6月7日 台湾、台南・彰化地震 - M6.5、死者500人以上。
- 1867年12月18日 台湾、基隆津波 - M7.0、死者数百人。
- 1879年7月1日 甘粛、武都地震 - M8.0[1]、死者2万人。

### 20世紀
1900年代

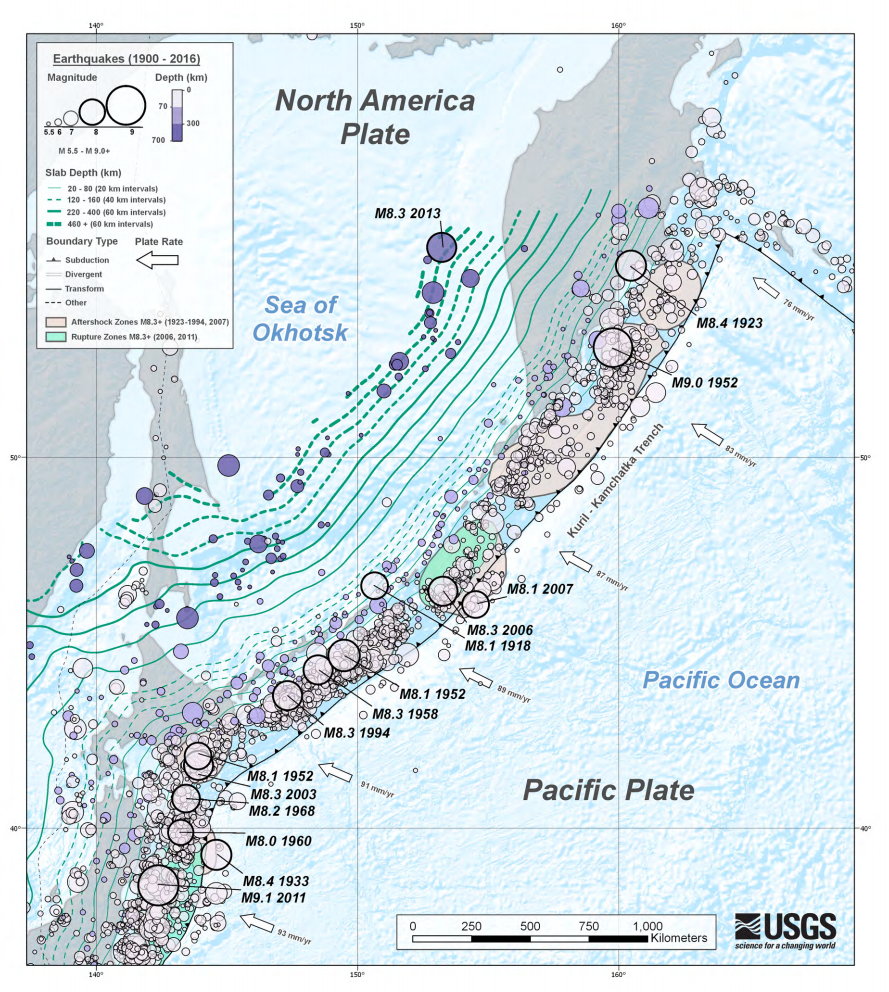
M5.5以上の地震（1900 - 2016） 千島列島

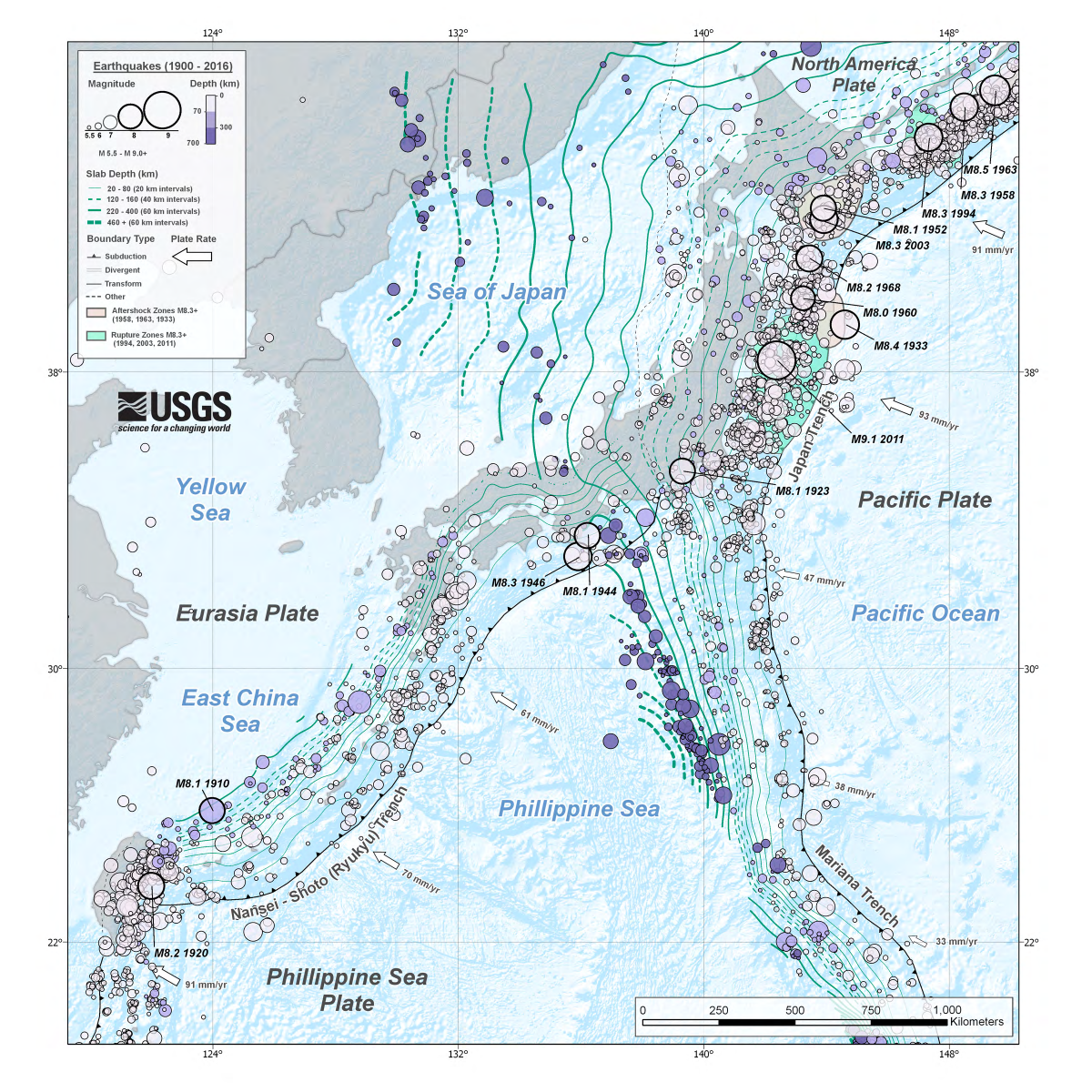
M5.5以上の地震（1900 - 2016） 日本周辺

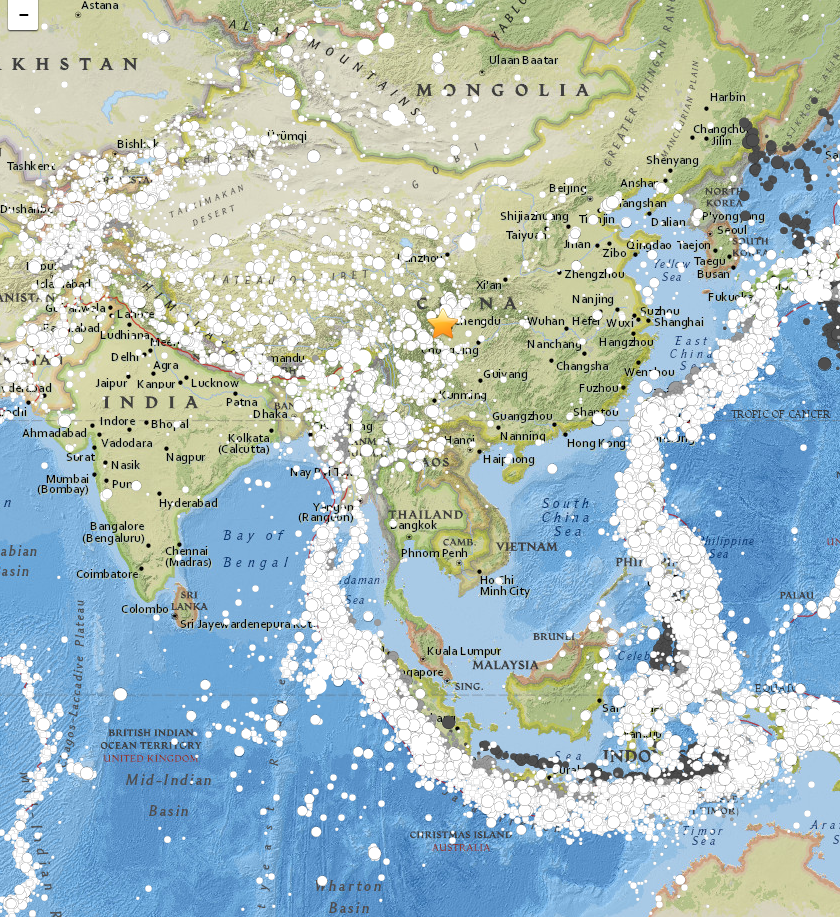
M4.5以上の地震（1900 - 2015） 中国
丸が地震、色がその深度。

- 1904年11月6日 台湾、雲林斗六地震 - M6.1、死者145人。
- 1905年
  - 7月9日 モンゴル、フブスグル地震 - Mw8.4。
  - 7月23日 モンゴルで地震 - M8.0。
- 1906年
  - 3月17日 台湾、梅山地震 - M7.1、死者1,258人。
  - 4月14日 台湾、台南塩水地震 - M6.6、死者15人。

1910年代
- 1910年4月12日 台湾基隆沖で地震 - M8.3。
- 1915年5月1日 千島列島沖地震 - M8.0。
- 1916年11月15日 台湾、台中・南投地震 - M6.8、死者16人。
- 1917年
  - 1月5日 台湾、台中・南投地震の余震 - M6.2、死者54人。
  - 7月30日 雲南省で地震 - M7.4、死者1,800人。
- 1918年
  - 9月7日 千島列島沖地震 - M8.2、死者24名。
  - 11月8日 千島列島沖地震 - M7.9。

1920年代
- 1920年
  - 6月5日 台湾花蓮沖で地震 - M8.3、死者5人。
  - 12月16日 寧夏、海原地震 - M8.3[1] Mw7.8（Ms8.5）、死者約24万人。
- 1923年
  - 2月3日 カムチャツカで地震 - Mw8.5（Mt8.8[4]）。
  - 3月24日 四川省で地震 - M7.3、死者4,800人。
- 1925年3月16日 雲南省、大理地震 - M7、死者3,600人。
- 1927年
  - 5月23日 甘粛省、古浪地震 - Mw7.6（Ms8.0）、死者4,000人（20万人とも）[5]。
  - 8月25日 台湾、台南新営地震 - M6.5、死者11人。

1930年代
- 1931年8月11日 新疆ウイグル自治区、富蘊地震 - Mw8.0（Ms8.0）、死者1万人。
- 1932年12月25日 甘粛省で地震 - M7.6、死者7万人。
- 1933年8月25日 四川省で地震 - M7.4、死者6,800人。
- 1935年
  - 4月21日 台湾、新竹・台中地震 - M7.1、死者3,276人。
  - 7月17日 台湾、新竹・台中地震の余震 - M6.2、死者44人。

1940年代
- 1941年12月17日 台湾、嘉義中埔地震 - M7.1、死者358人。
- 1946年12月5日 台湾、台南新化地震 - M6.1、死者74人。
- 1948年5月25日 四川省で地震 - M7.3、死者800人。

1950年代
- 1950年8月15日 アッサム - チベットで地震 - Mw8.6[6]、死者4,000人（内陸最大級）。
- 1951年
  - 10月22日 台湾、花蓮台東地震 - M7.3、死者68人。
  - 11月25日 台湾、花蓮台東地震 - M7.3、死者17人。
- 1952年11月4日 カムチャツカ地震 - Mw 9.0[6]（Ms8 1/4、Mt9.0[4]）。
- 1957年
  - 2月24日 台湾、花蓮地震 - M7.3、死者11人。
  - 6月27日 ロシアのバイカル湖北東で地震 - M7.9、死者1,200人。
  - 12月4日 モンゴル、ゴビ・アルタイ地震 - Mw8.1（Ms8.3）、死者1,200人。
- 1959年8月15日 台湾、屏東恒春地震 - M7.1、死者16人。

1960年代
- 1964年1月18日 台湾、台南白河地震 - M7.0、死者106人。
- 1966年
  - 3月7・22日 河北省、邢台地震 - M6.8・7.1、死者8,100人。
  - 3月13日 台湾花蓮沖で地震 - M7.5[1]、死者2人。

1970年代
- 1970年1月4日 雲南省、通海地震 - M7.5、死者1万6,000人。
- 1973年2月6日 四川省、炉霍地震 - M7.4（Ms7.2）、死者2,200人。
- 1974年5月10日 四川省、大関地震 - M7.1、死者1,400人。
- 1975年2月4日 遼寧省、海城地震 - Mw7.0（Ms7.2）、死者1,300人[注 1]。
- 1976年7月28日 河北省、唐山地震 - Mw7.5（Ms7.8）、死者24万2,000人[注 2]。

1980年代
- 1986年11月15日 台湾花蓮沖で - M6.8、死者13人。
- 1988年11月6日 雲南省・ビルマで地震 - Ms7.3、死者730人。

1990年代
- 1995年5月28日 ロシア、サハリン北部、ネフチェゴルスク地震 - Mw7.1（M7.6）、死者2,000人。
- 1998年1月10日 河北省で地震 - M5.6、死者約80人。
- 1999年9月21日 921大地震（台湾大地震、集集大地震） - Mw7.7、死者2,415人。

### 21世紀
2000年代
- 2001年11月14日 中国、チベット北部で地震 - Mw7.8（Ms8.1）。
- 2003年2月24日 中国、新疆ウイグル自治区で地震 - Mw6.3（M6.8）。死者263人以上。
- 2006年11月15日 千島列島沖地震 - Mw8.3（M7.9）、ロシア極東地域や北海道の一部に津波警報。
- 2007年1月13日 千島列島沖地震 - Mw8.1（M8.2）、北海道・東北地方で最大震度 3、北海道や太平洋の沿岸地域で津波観測。
- 2008年5月12日 中国、四川大地震 - Mw7.9（Ms8.0）、死者・行方不明者約8万7000人。

2010年代
- 2010年4月14日 中国、青海地震 - Mw6.9（Ms7.1）。死者多数。
- 2013年
  - 4月20日 中国、四川地震 - M7.0、死者180人以上、行方不明24人、負傷者は11,227人以上、被災者は152万人以上[7][8]（2008年四川大地震の余震とされる）。
  - 5月24日 ロシア、オホーツク海で地震[注 3] - Mw8.4。深さ608.9kmの深発地震[注 4][9][10]。
- 2014年
  - 8月3日 中国、中国雲南省昭通市魯甸県竜頭山鎮 - M6.5 ML[11]・6.1±0.07 Mw[12]、深さ12km[11]・10±1.8km[12]の地震、死者は8日まで、617人に達した、負傷者は少なくとも3,143人、行方不明者は112人に上っている[13]。
- 2016年
  - 2月6日 台湾、台湾南部地震 (2016年) - M6.4、深さ16.7km。台南市で16階建てのマンションが倒壊するなど、死者117人、負傷者550人[14][15]。
  - 9月12日 大韓民国、慶州地震 - M5.8、深さ10km。負傷者22人。同国で1978年に記録・統計が開始されて以来最大。
- 2017年8月8日 中国、九寨溝地震 - Mw6.5（Ms7.0）、死者25人[16]。
- 2024年4月3日台湾、花蓮地震 - Mw7.4、深さ15.5km。死者18人、負傷者1145人。
- 2025年7月30日ロシア、カムチャツカ半島沖で地震 - Mw8.8、深さ35km[17]。

## 東南アジア・オセアニア

### 近代以前
10世紀
- 900年頃 インドネシア、スマトラ島沖地震 - Mw8.9、大津波発生、死者数百人。

17世紀
- 1619年11月30日 フィリピンで地震 - M8。
- 1660年 スマトラ島沖で巨大地震（M8以上）

18世紀
- 1762年4月2日 バングラデシュ・ミャンマー北西部で地震 - M7.5、津波などにより多数が死亡。
- 1797年 インドネシア、スマトラ島中部沖で地震 - M8.4。

19世紀
- 1815年11月27日 インドネシア、バリ島で地震、死者1,200 - 1万人。
- 1820年12月29日 インドネシア、スラウェシ島で地震 - M7.5、死者400 - 500人。
- 1826年 ニュージーランドで地震 - Mw8.0。
- 1833年11月25日 インドネシア、スマトラ島南部沖で地震 - Mw8.9。
- 1847年 インドネシア、スマトラ島北西沖で地震 - M7.5。
- 1855年1月23日 ニュージーランド、ワイララパ地震 - M8.0、死者4人。
- 1861年2月17日 インドネシア、スマトラ島北部沖で地震 - Mw8.5。
- 1875年3月28日 ニューカレドニアで地震 - M8.0。
- 1881年 インド、ニコバル諸島で地震 - M7.9。
- 1897年9月21日 フィリピンで地震 - Mw8.2（Ms7.7）、死者100人。
- 1899年9月30日 インドネシアで地震 - M7.4、死者3,800人。

### 20世紀
1900年代

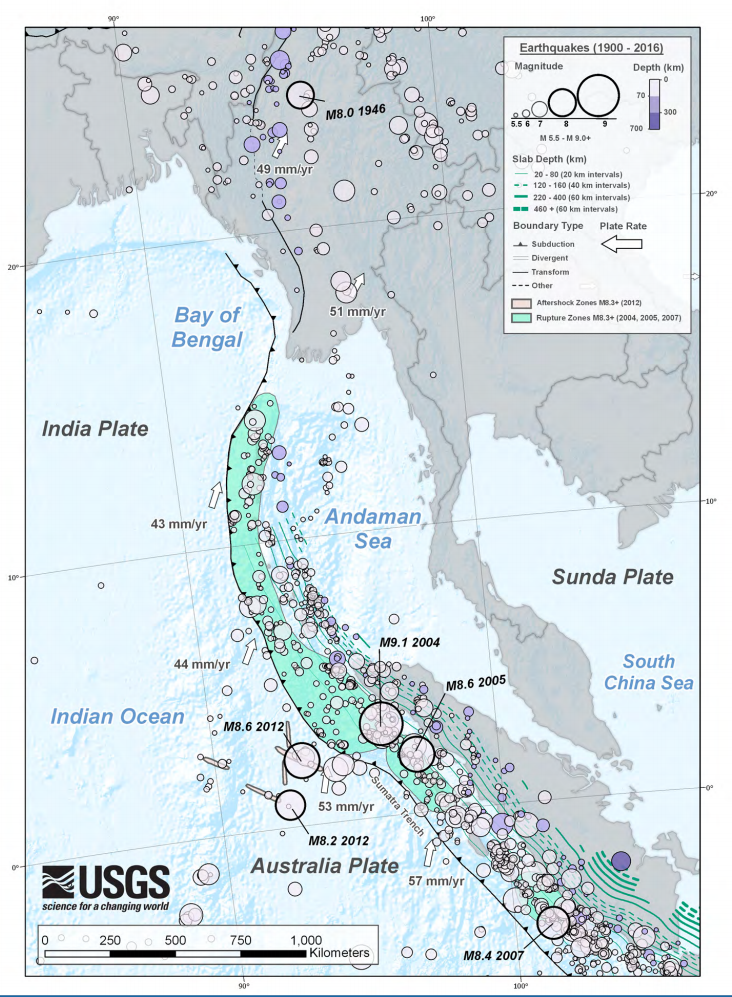
M5.5以上の地震（1900 - 2016） スマトラ

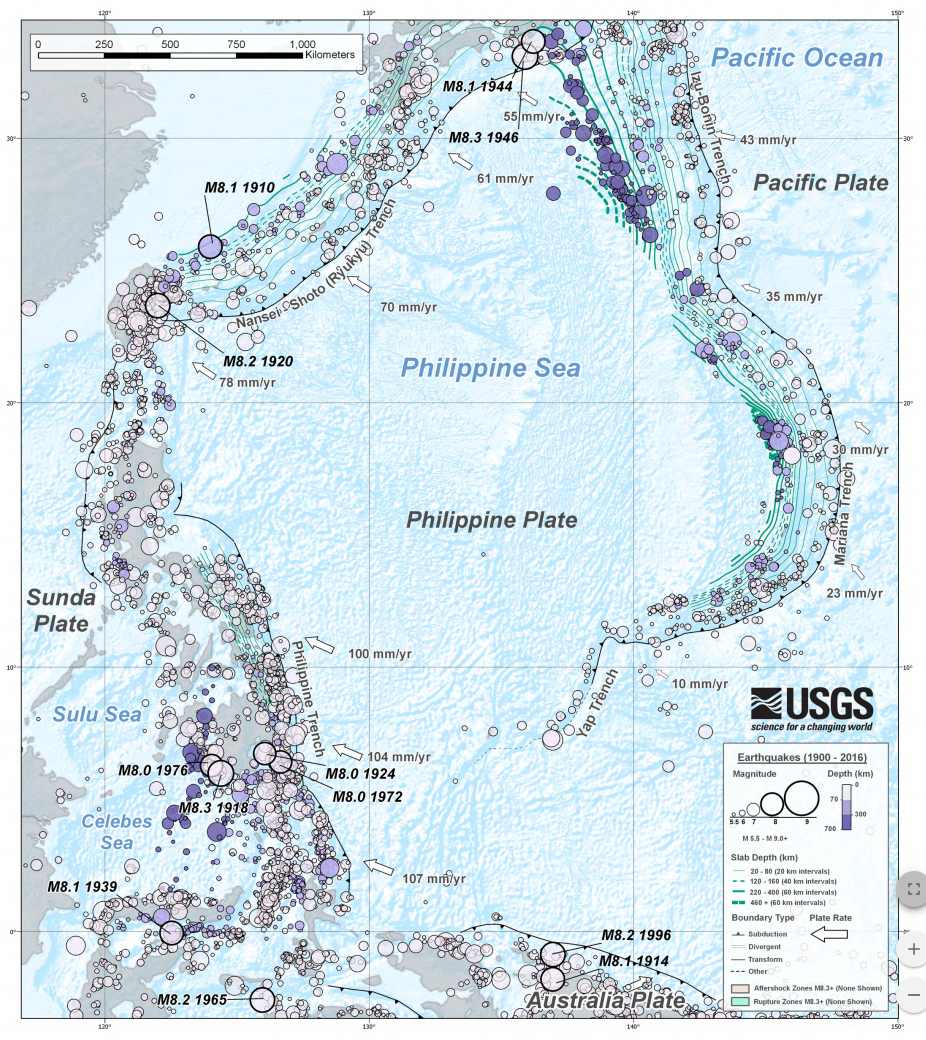
M5.5以上の地震（1900 - 2016） フィリピン

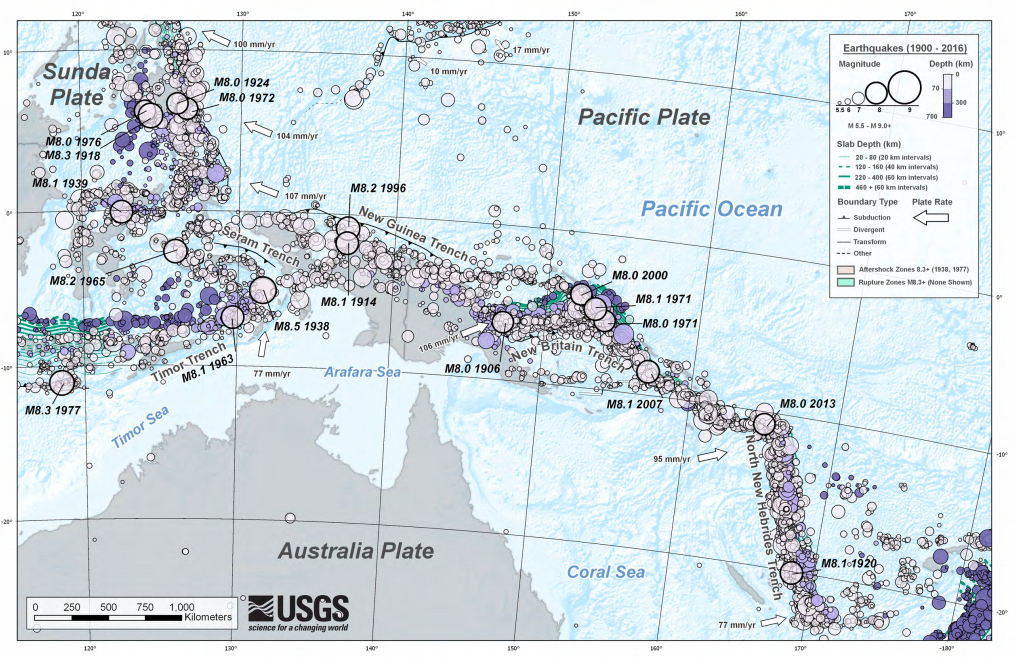
M5.5以上の地震（1900 - 2016） ニューギニア

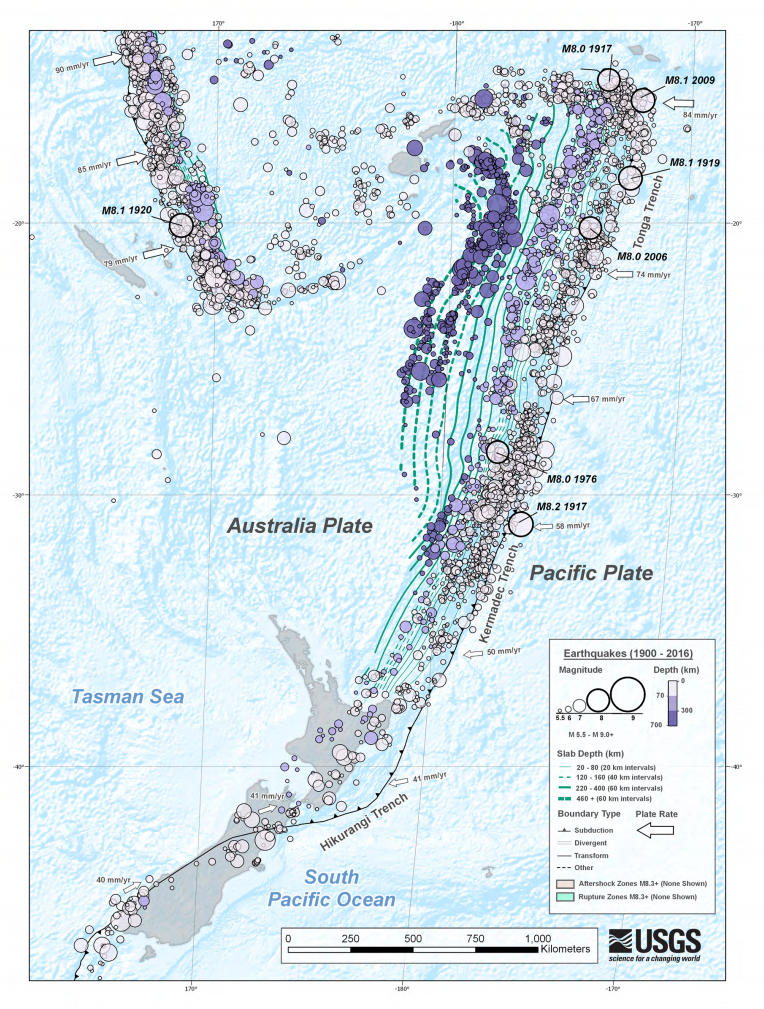
M5.5以上の地震（1900 - 2016） ニュージーランド

- 1901年8月9日 ニューカレドニアで地震 - Mw8.3（Ms7.9）。
- 1905年1月22日 インドネシアで地震 - Mw8.4。
- 1906年9月14日 パプアニューギニアで地震 - M8.4。
- 1907年
  - 1月4日 インドネシア、スマトラ島北部沖で地震 - M8.3。
  - 6月25日 インドネシア、スマトラ島北部沖で地震 - M7.9、死者400人。

1910年代
- 1910年
  - 6月16日 バヌアツで地震 - Mw8.5。
  - 11月26日 バヌアツで地震 - M8.0。
- 1913年3月14日 インドネシアで地震 - Mw8.5（Ms7.9）、死者112人。
- 1914年11月24日 マリアナ諸島で地震 - M8.0。
- 1917年
  - 1月21日 インドネシア、バリ島で地震 - 死者1万5,001人。
  - 5月1日 ニュージーランドで地震 - M8.0。
  - 6月26日 サモアで地震 - Mw8.2（Ms8.5）、大津波発生。
- 1919年4月30日 トンガで地震 - M8.3。

1920年代
- 1924年4月14日 フィリピン、ミンダナオ島で地震 - M8.3

1930年代
- 1931年2月2日 ニュージーランドで地震 - M7.7、死者250人。
- 1934年7月18日 ソロモン諸島のサンタクルーズ諸島で地震 -  M8.0。
- 1938年2月2日 インドネシア、バンダ海で地震 - Mw8.5。
- 1939年
  - 4月30日 ソロモン諸島で地震 - M8.0、死者10人。
  - 12月21日 インドネシア、スラウェシ島で地震 - ' M8.6'[18]。

1940年代
- 1941年6月26日 ミャンマー、アンダマン諸島で地震 - M8.3。
- 1943年7月23日 インドネシアで地震 - M7.6、死者212人。
- 1948年1月25日 フィリピン、パナイ島で地震 - M8.2、死者70人。

1950年代
- 1955年3月31日 フィリピンで地震 - M7.4、死者440人。

1960年代
- 1963年11月4日 インドネシア・バンダ海で地震 - M8.3
- 1965年1月24日 インドネシアで地震 - M8.2[1]

1970年代
- 1971年7月14日 パプアニューギニアで地震 - M8.0[1]
- 1972年12月2日 フィリピン、ミンダナオ島で地震 - M8.0[1]
- 1976年
  - 1月14日 ニュージーランドで地震 - M8.2（Ms7.9）
  - 6月25日 インドネシアで地震 - M7.1、死者5,000人。
  - 8月16日 フィリピン、ミンダナオ地震 - M8.0  Mw8.1（Ms 7.9 - 8.2）、死者3,700人。
- 1977年8月19日 スンバワ島で地震 - M8.3[1]、死者185人。

1980年代
- 1981年1月19日 インドネシアで地震 - M6.7、死者1,400人。
- 1986年10月20日 ニュージーランドで地震 - Ms8.3。
- 1989年
  - 5月23日 ニュージーランドと南極の間の海域で地震 - Mw8.0（Ms8.2）。
  - 12月28日 オーストラリア、ニューカッスル地震 - M5.6、死者13人。

1990年代
- 1990年7月16日 フィリピン、バギオ大地震 - Mw7.7（M7.8）、死者1,621人。
- 1992年12月12日 インドネシア、フローレス島地震 - Mw7.8（M7.5）、地震・津波で死者約2,500人。
- 1993年8月8日 グァム島付近で地震 - Mw7.7（M8.0）。
- 1994年
  - 2月15日 インドネシアで地震 - Mw6.9（M7.0）、死者208人。
  - 6月3日 インドネシア、東ジャワ州で地震 - Mw7.8（M7.2）、死者280人。
  - 11月15日 フィリピン中部で地震・津波 - Mw7.1、死傷者200人。
- 1995年
  - 4月7日 トンガで地震 - Mw7.4（M8.0）。
  - 5月14日 東ティモールで地震・津波 - Mw6.9、死傷者40人。
- 1996年2月17日 インドネシア、ビアク島で地震・津波（ニューギニア島沖地震） - Mw8.2、死者・行方不明者165人。この地震により日本本土のすべての太平洋沿岸に津波警報または注意報が発表。
- 1998年7月17日 パプアニューギニアで地震 - Mw7.0、死者2,500人。

2000年代
- 2000年
  - 6月4日 スマトラ島沖地震 - Mw8.0、死者100人以上。
  - 11月16日 ニューアイルランド島で地震 - Mw8.0、死者2人。この地震の約3時間後にニューアイルランド島南方沖でMw7.8の地震、約30時間後にニューブリテン島東部でMw7.8の地震。Mw8.0の地震はトランスフォーム断層によるものだったのに対し、二つのMw7.8の地震はいずれもプレート境界型地震であった[19]。

### 21世紀
2000年代
- 2004年
  - 2月7日 インドネシア、パプア州西部地震（英語版） - Mw7.3（M7.4）。死者37人以上。前日にMw6.8、翌日にMw6.5の地震が発生。
  - 11月26日 インドネシア、パプア州西部地震（英語版） -Mw7.1、死者32人
  - 12月23日 オーストラリア、マッコーリー島周辺で地震 - Mw8.1。
  - 12月26日 スマトラ島沖地震 - インドネシア、アチェ（スマトラ島） - Mw 9.1[20] - Mw 9.3[21]。インド洋周辺諸国の海岸地域に大規模な津波被害。死者・行方不明者は外国人観光客を含む227,898人。
- 2005年3月28日 スマトラ島沖地震 - インドネシア、スマトラ島沖で大きな地震。Mw8.6。震源地に近いニアス島などで1,000 - 2,000人が死亡。同地震の誘発地震とみられている。
- 2006年
  - 5月4日 トンガで地震 - Mw8.0、負傷者1人。
  - 5月27日 ジャワ島中部地震 - Mw6.2、死者5,000人以上。
  - 7月17日 ジャワ島南西沖地震 - Mw7.7、死者500人以上。
- 2007年
  - 4月2日 ソロモン諸島で地震 - Mw8.1（M8.0）、死者35人。ソロモン諸島で非常事態宣言。
  - 9月12日 スマトラ島沖地震 - Mw8.5。死者25人。翌日にM7.9の余震が発生。
- 2009年

  - 9月2日 インドネシア、ジャワ島西部地震（英語版） - Mw7.0。死者・行方不明者約130人。
  - 9月29日 サモア沖地震 - Mw8.1（USGS、気象庁はM7.9）。死者180人以上。大きな津波が発生し、日本にも最大36cmの津波が到達。
  - 9月30日 スマトラ島沖地震 - Mw7.7（M7.5）。死者1,100人以上。

2010年代
- 2010年
  - 4月6日 スマトラ島沖地震 - Mw8.0。
  - 6月16日 インドネシア、パプア州西部地震 (2010年)（英語版） - Mw7.0、死者17人
  - 7月23日 フィリピン、ミンダナオ島で地震 - Mw7.6（M7.9）、震源の深さ590km。
  - 10月25日 スマトラ島沖地震 - Mw7.9（M7.7）。死者400人以上、津波あり。
- 2011年
  - 2月22日 カンタベリー地震 - ニュージーランド南島のカンタベリー地方で Mw6.1（M6.3）の内陸地震。特にクライストチャーチ市中心に死者・行方不明者181人、滞在中の日本人28人が犠牲に。カンタベリー地震（2010年9月4日、Mw7.1）の余震とみられる。
  - 3月24日 ミャンマー地震 - Mw6.8、死者80人。
- 2012年
  - 2月6日 ネグロス島沖地震 - フィリピン、ネグロス島とセブ島の間にある海峡（ビサヤ諸島）で地震。Mw6.7（M6.9）、深さ20-40km。死者43人以上。
  - 4月11日 スマトラ島沖地震 - Mw8.7。死者5人。同日にMw8.2の余震。観測史上最大の横ずれ断層型地震。
- 2013年
  - 2月6日 ソロモン諸島で地震 - Mw8.0、死者9人。
  - 10月15日 ボホール島地震 - フィリピン、ボホール島でMw7.1[22]、震源の深さ約20km、死者183人。
- 2016年
  - 12月7日 インドネシア、アチェ州地震（英語版） - Mw6.5。死者102人（12月8日発表時点）[23]。
- 2018年
  - 2月26日 パプアニューギニア地震 - Mw7.5、死者160人[24]。
  - 8月5日 インドネシア、ロンボク島地震 - インドネシアのロンボク島北部 - Mw6.9[25]、死者381人（8月8日時点）。7月29日にMw6.4[26]、8月19日にもMw6.9[27]の地震が起きており、一連の地震の死者は550人以上[28]。
  - 8月19日 フィジー近海で地震 - Mw8.2、震源の深さ563km[29]。
  - 9月28日 スラウェシ島地震 - インドネシア・中部スラウェシ州 - Mw7.5、死者2113人、行方不明者1300人以上[30]または5000人とも[31]。
- 2019年
  - 7月14日 インドネシア、マルク州北部地震（英語版） - Mw7.2 死者14人
- 2021年
  - 1月15日 西スラウェシ地震 - インドネシア・西スラウェシ州 - Mw6.2、死者111人。
  - 3月5日 ニュージーランド・ケルマディック諸島沖で地震（英語版） Mw8.1
- 2022年
  - 11月21日 インドネシア、ジャワ島西部地震 - Mw5.6、死者272人
- 2025年
  - 3月28日 ミャンマー地震 - Mw7.7、死者3000人以上

## 南・中央・西アジア

### 近代以前
紀元前1世紀
- 紀元前31年9月2日 イスラエルで地震

2世紀
- 115年12月3日 トルコ・アンティオキア地震 - M7.4、死者26万人。

4世紀
- 358年8月24日 トルコ・イズミットで地震 - M8。

5世紀
- 458年9月15日 トルコのアンタキヤ（アンティオケイア）で地震 - M6.8、死者8万人。

6世紀
- 526年5月29日 トルコ・アンティオキア地震 - M7.7、地震と津波で死者25万1,000人。
- 533年11月30日 シリアのアレッポで地震 - 死者13万人（レバノンのバールベックの神殿建築群とベイルートが崩壊）。
- 566年 トルコのアンタキヤ（アンティオケイア）で地震 - M6.8、死者2万9,000人。

9世紀
- 856年12月22日 イラン・ダームガーン地震。死者20万人。
- 872年6月23日 イランで地震 - M6.8、死者2万人。
- 893年3月23日 イランの・アルダビール地震、死者15万人。
- 896年 インド、ウダイプールで地震、死者17万人。

11世紀
- 1034年 イスラエルのラムラで大地震 - M7.7（イスラエル史上最大）。

12世紀
- 1138年8月9日 シリアのアレッポ地震、死者23万人。

13世紀
- 1202年5月20日 レバノン・シリア・イスラエルで地震 - M7.7、死者数千人。
- 1255年7月7日 ネパールのカトマンズで大地震。カトマンズ盆地の人口の1/3が死亡し、アブハヤ・マッラ（Abhaya Malla）国王の命を奪った[32][33][34]。
- 1268年 トルコのアダナで地震、死者6万人（キリキア地震）。

15世紀
- 1482年 トルコで地震 - M8.0、死者3万人。

16世紀
- 1509年9月14日 イスタンブール付近・コンスタンティノープル地震 - M7.7、死者5,000人、倒壊家屋1,000軒以上。
- 1584年6月17日 トルコ、エルズィンジャンで地震 - M6.7、死者1万5,000人。

17世紀
- 1667年12月17日 アゼルバイジャンのシェマッカで地震 - M7.7、死者8万人。
- 1668年8月17日 トルコ北部で地震 - M8.0、死者8,000人。
- 1673年7月30日 イランで地震 - M7.4、死者6,000人。
- 1679年6月4日 アルメニアで地震 - M6.5、死者8,000人。
- 1688年7月10日 トルコ、イズミルで地震 - M7、死者1万7,600人。

18世紀
- 1717年3月12日 イラン、タブリーズで地震 - M5.9、死者700人。
- 1719年5月25日 トルコ、イズミット・イスタンブールで地震 - M7.4、死者1,000人。
- 1721年4月26日 イラン、タブリーズ地震 - M7.4、死者4万人（1727年の地震と同一の可能性）。
- 1727年11月18日 イラン、タブリーズ地震 - M7.2、死者8万人（1721年の地震と同一の可能性）。
- 1737年10月12日 インド、カルカッタで地震、死者30万人（同じ月にサイクロンに伴う高潮が起きており、これによる死者も含めた数字と思われる）。
- 1752年7月21日 シリア西部・レバノンで地震 - M7、死者2万人。
- 1755年6月7日 イラン北西部で地震 - M5.9、死者1,200人。
- 1759年
  - 10月30日 シリア西部、イスラエルで地震 - M6.6、死者2,000人。
  - 11月25日 シリア西部、レバノン、イスラエルで地震 - M7.4、死者3万人。
- 1778年12月25日 イラン北西部で地震 - M6.2、死者8,000人。
- 1780年1月8日 イラン、タブリーズ地震 - M7.4、死者5万人（10万、20万との説もある）。
- 1784年7月18日 トルコ、エルズィンジャンで地震 - M7.6、死者5,000人。
- 1789年5月29日 トルコ東部で地震 - M7、死者5万人。
- 1796年4月26日 シリア北西部で地震 - M6.6、死者1,500人。

19世紀
- 1819年6月16日 インドで地震 - M 7.6 - 8.4、死者1,500 - 3,000人。
- 1822年8月14日 トルコ・シリアで地震 - M7.4、死者2万人。
- 1832年1月23日 アフガニスタンで地震 - M8。
- 1833年 ネパールのカトマンズで地震- M7.9、大被害、ネパールだけで死者400人[35]。
- 1837年 イスラエル北部フラ谷で地震 - M7、死者4,000人。
- 1840年7月2日 トルコ・アルメニアで地震 - M7.4、死者1,000人。
- 1844年5月12日 イラン西部で地震 - M6.4、死者1,400人。
- 1853年5月5日 イランで地震 - M6.2、死者9,000人。
- 1859年6月2日 トルコ東部で地震、死者15,000人。
- 1887年6月8日 キルギスタンで地震 - M7.3、死者1,800人。
- 1889年7月11日 カザフスタンで地震 - M8.3。
- 1893年11月18日 イラン西北部で地震、死者18,000人。
- 1897年6月12日 インドアッサム州で地震 - M8.3、死者1,508人。

### 20世紀
1900年代

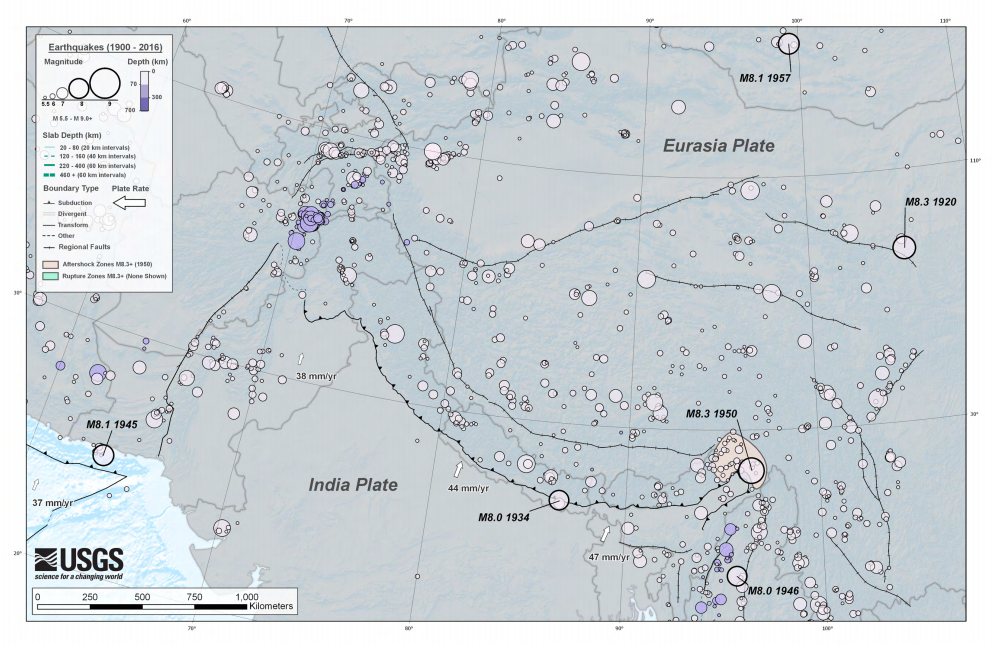
M5.5以上の地震（1900 - 2016） ヒマラヤ

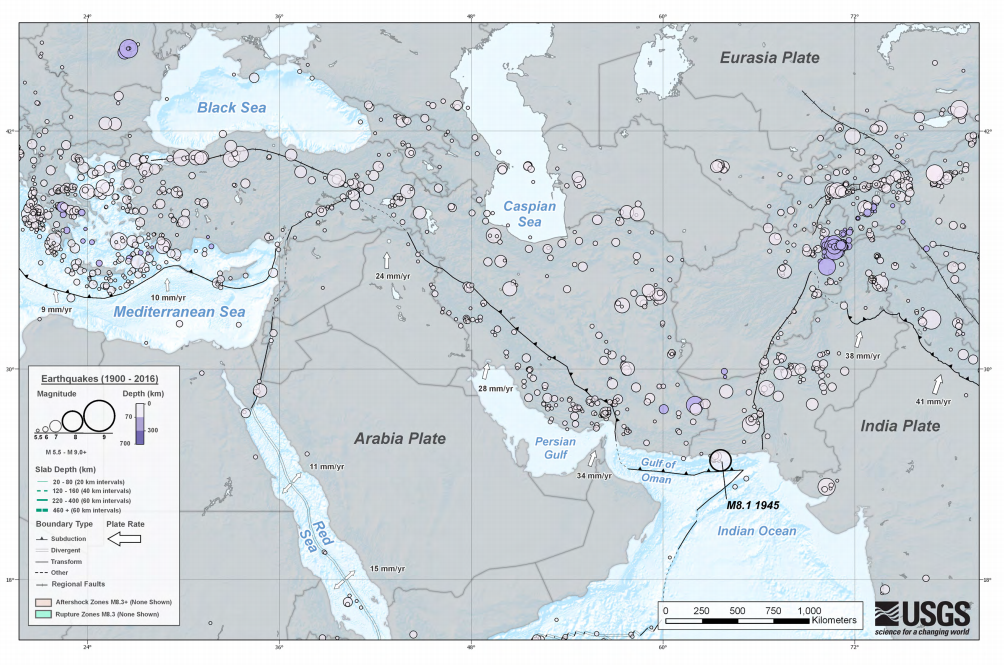
M5.5以上の地震（1900 - 2016） 西アジア

- 1902年12月16日 ウズベキスタンで地震 - M6.4、死者4,700人。
- 1903年4月28日 トルコ東部で地震 - M6.3、死者3,600人。
- 1905年4月4日 インド、カングラ地震 - Mw7.8（Ms8.0）、死者2万人。
- 1907年10月21日 タジキスタン・ウズベキスタンで地震 - M7.2、死者1万5,000人。
- 1909年1月23日 イランで地震 - M7.3、死者5,500人。

1910年代
- 1914年10月3日 トルコで地震 - M7、死者4,000人。

1920年代
- 1923年5月25日 イランで地震 - M5.6、死者2,200人。
- 1927年7月11日 イスラエルの死海地方のエンゲディで死海地震 - M6.3、死者400人。
- 1928年3月31日 トルコで地震 - M6.5、死者140人。
- 1929年5月1日 イラン北部・トルクメニスタン、コペトダグ地震 - M7.2、死者5,800人。

1930年代
- 1934年1月15日 インド ビハール州・ネパール、ビハール・ネパール地震 - M8.0、Mw8.1（Ms8.3）、死者8519人、66,440棟が倒壊。震源はカトマンズの東170km。
- 1935年
  - 4月11日 イランで地震 - M6.2、死者500人。
  - 5月30日 パキスタン、クエッタ地震 - M7.5、死者2万5,000 - 5万人。
- 1939年12月26日 トルコ、エルジンジャン地震 - M8、死者3万3,000人。

1940年代
- 1942年12月20日 トルコ中部で地震 - M7.3、死者3,000人。
- 1943年11月26日 トルコ中部で地震 - M7.6、死者4,000人。
- 1944年2月1日 トルコで地震 - M7.4、死者3,000人。
- 1945年11月27日 パキスタン・イランで地震 - M8、死者4,100人。
- 1946年5月31日 トルコで地震 - M5.9、死者1,300人。
- 1948年10月5日 トルクメニスタンのアシガバードで地震 - M7.3、死者2万人（11万人とも）。
- 1949年
  - 7月10日 タジキスタンで地震 - M7.6、死者1万2,000人。
  - 8月17日 トルコで地震 - M6.8、死者320人。

1950年代
- 1953年
  - 2月12日 イランで地震 - M6.5、死者970人。
  - 3月18日 トルコ西部で地震 - M7.2、死者1,100人。
- 1957年
  - 7月2日 イランで地震 - M7.1、死者1,200人。
  - 12月13日 イラン西部で地震 - M7.3、死者2,000人。

1960年代
- 1962年9月1日 イラン北西部ボインザラ地震 - M7.2、死者1万2,000人。
- 1966年8月19日 トルコ東部で地震 - M7.1、死者2,500人。
- 1967年
  - 7月22日 トルコで地震 - M7.4、死者170人。
  - 12月11日 インドで地震 - M6.3、死者170人。
- 1968年8月31日 イラン北東部、ビヤズ地震 - M7.3、死者1万2,000人。

1970年代
- 1970年3月28日 トルコ西部で地震 - M7.1、死者1,100人。
- 1971年5月22日 トルコ東部で地震 - M6.7、死者1,000人。
- 1972年4月10日 イラン南部で地震 - M6.9、死者5,400人。
- 1974年12月28日 パキスタン北東部で地震 - Ms6.2、死者5,300人。
- 1975年9月6日 トルコ東部で地震 - Ms6.7、死者2,400人。
- 1976年11月24日 イラン・トルコで地震 - Ms7.3、死者7,000人。
- 1978年9月16日 イランで地震 - M7.7、死者1万7,000人。

1980年代
- 1981年
  - 6月11日 イラン南部で地震 - M6.7（Ms6.9）、死者3,000人。
  - 7月28日 イラン南部で地震 - M7.1（Ms7.3）、死者1,500人。
- 1982年12月13日 イエメン・アラブで地震 - M6.9（mb 6.0）、死者2,800人。
- 1983年10月30日 トルコ東部で地震 - Ms6.9、死者1,400人。
- 1985年10月13日 タジキスタンで地震 - M5.9、死者20 - 100人。
- 1988年
  - 8月21日 インド・ネパールで地震 - M6.6（Ms6.6）、死者1,500人（ネパールでの被害は犠牲者721人、倒壊家屋6500棟）[36]。ネパール地震 (1988年)を参照のこと。
  - 12月7日 アルメニア地震 (1988年) - Mw6.8、死者2万5,000人 - 5万人。

1990年代
- 1990年6月20日 イランで地震 - Mw7.4（M7.6）、死者3万7,000人 - 5万人。
- 1991年
  - 2月1日 アフガニスタン・パキスタンで地震 - Mw6.8（M6.4）、死者600人。
  - 10月20日 インド北部で地震 - Mw6.8（M7.1）、死者770人。
- 1992年3月13日 トルコ、エルジンジャン地震 - Mw6.7（M6.8）、死者500人。
- 1993年9月29日 インド南部で地震 - Mw6.2（M6.3）、死者1万人。
- 1997年
  - 2月28日 イラン北西部で地震 - Mw6.1（M5.2）、死者1,000人。
  - 5月10日 イラン東部で地震 - Mw7.2（M7.3）、死者2,000人。
- 1998年
  - 2月4日 アフガニスタン北東部で地震 - Mw5.9（M6.1）、死者4,000人。
  - 5月30日 アフガニスタン北部で地震 - Mw6.6（M6.9）、死者5,000人。
- 1999年
  - 8月17日 トルコ大地震 - Mw7.6（M7.4）、建物崩壊で1万6,000人死亡（1719、1754、1894年）。
  - 11月12日 トルコ北西部で地震（デュズジェ地震） - Mw7.2、死者400人。

### 21世紀
2000年代
- 2001年1月26日 インド西部地震 - グジャラート州で Mw7.7（M7.9）。2万人強が死亡。
- 2002年
  - 3月3日 アフガニスタン北部地震 - Mw7.4（M7.2）、死者70人。
  - 3月25日 アフガニスタン北部地震 - Mw6.1（M6）、死者1,000人。
  - 6月22日 イラン北西部で地震 - Mw6.5（M6.3）、死者229人。
- 2003年
  - 5月1日 トルコ南東部で地震 - Mw6.4、死者158人。
  - 12月26日 バム地震 - イラン、ケルマーン州バムで Mw6.6の地震。建物崩落でおよそ4万人以上が死亡し、アルゲ・バム遺跡も崩壊した。
- 2005年
  - 2月22日 イラン、ケルマーン州ザランド近郊で地震 - Mw6.4、死者・行方不明者590人。
  - 10月8日 パキスタン地震 - Mw7.6、死者約10万人。
- 2008年10月28日 パキスタンで地震 - Mw6.4、死者160人以上。

2010年代
- 2011年
  - 9月18日 インド北東部地震 - Mw6.9、死者107人。
  - 10月23日 トルコ東部地震 - Mw7.1[37] - 7.2[38]、死者601人[39]。
- 2012年
  - 6月11日 アフガニスタンで地震 - Mw5.7、死者80人。
  - 8月11日 イラン北西部タブリーズ付近で連続地震 - Mw6.4と6.3、同13日時点で死者306人[40]。
- 2013年
  - 4月16日 イラン南東部で地震 - Mw7.7、確認された死者41人[41][42]。
  - 9月24日 パキスタン南西部で地震 - M7.7[43]、同28日時点での死者515人[44]。
- 2015年
  - 4月25日 ネパール中央部で地震 - Mw7.8、カトマンズの北西80km、深さ15km、死者約8,900人[45][46]。
  - 5月12日 ネパール中央部で地震の余震 - Mw7.3、カトマンズの東60km、深さ15km[47]
  - 10月26日 アフガニスタンで地震 - Mw7.5、ヒンドゥークシュ地方ジャルム付近、深さ213.5km。アフガニスタン、パキスタン、インドをまたいで観測され、カシミール地方でも感じられた[48]。27日現在で死者は360人以上[49]。
- 2017年11月12日 イラン・イラク地震 - Mw7.3、イランケルマンシャー州、深さ23.2km。UAE、トルコ、イスラエルでも有感。イランで死者620人[50]、ほかイラクでも死者あり。

2020年代
- 2020年10月30日 エーゲ海地震 - Mw7.0、震源地はトルコ西部イズミル沖のギリシャ東部サモス島付近のエーゲ海内、震源の深さは10km[51]。
- 2022年6月22日 アフガニスタン東部で地震 - Mw5.9、震源地はアフガン東部ホーストから南西へ46km、震源の深さは10km[52]。
- 2023年2月6日 トルコ・シリア地震 - Mw7.8、震源地はガズィアンテプ県ヌルダウから東へ26km、震源の深さは17.9km[53]。

## ヨーロッパ

### 近代以前
紀元前3世紀
- 紀元前226年 ギリシャ、ロドス島で地震。港口にあった巨像が倒壊する。

1世紀
- 62年2月5日 イタリア、カンパニア州で地震。

2世紀
- 155年 ギリシャ東部ロドス島で地震、ロドス市（BC407年建設）全滅。

4世紀
- 314年4月11日 ギリシャ東部ロドス島で地震 - M8.0。
- 365年7月21日 ギリシャクレタ島、クレタ地震 Mw8 - 8.6、死者多数。東地中海の全域で津波による壊滅的被害。アレキサンドリアが壊滅[54]。クレタ島西部が1回の地震で10m隆起したという[55]。

6世紀
- 518年 旧ユーゴスラビア南部スコピエで地震、壊滅的被害。
- 551年7月8日 ギリシャで地震 - M7.1、死者4,000人。

8世紀
- 796年 アレクサンドリアの大灯台（世界七不思議の一つ）が半壊。796年4月7日のクレタ島の地震と同一か。

9世紀
- 812年 イギリスで地震 - 死者1,000人。
- 856年 ギリシャ、コリントスで地震 - 死者約4万5,000人。

12世紀
- 1169年2月4日 イタリアのシチリア島で地震 - M6.5、死者1万7,000人。

14世紀
- 1303年
  - 8月8日 ギリシャ東部ロドス島で地震 - M8。アレキサンドリアが大被害。
  - 12月 ギリシャのクレタ島で地震 - M8。
- 1324年 エジプトのアレクサンドリアの大灯台が全壊（以後再建されず）。
- 1348年1月25日 オーストリアで地震 - M6.8、死者1万人。ケルンテン州フィラッハの町が壊滅、オーストリア史上最大の地震。
- 1356年10月18日 スイス、バーゼル地震 - M6.5、死者300人。

16世紀
- 1508年5月29日 ギリシャで地震 - M7.1、死者300人。
- 1531年1月26日 ポルトガル、1531年のリスボン地震 - M6.4 - 7.1、死者3万人。
- 1555年 旧ユーゴスラビア南部スコピエで地震、壊滅的被害。

17世紀
- 1639年10月7日 イタリア、アマトリーチェ地震 - M6.2、死者500人。
- 1659年11月5日 イタリア南部で地震 - M6.4、死者2,000人。
- 1667年4月6日 クロアチア南部、ドゥブロヴニク地震 - 死者5,000人以上?[56]
- 1688年6月5日 イタリア、カンパニア州で地震 - M6.6、死者3,000 - 1万人?。
- 1693年1月11日 イタリアのシチリア島で地震 - M7.4、死者8万人。
- 1694年9月8日 イタリア南部で地震 - M6.4 - 6.8、死者4,000 - 1万5,000人?。

18世紀
- 1701年3月19日 アルバニア、テペレナ県で地震 - M6.4、死者300人。
- 1702年3月14日 イタリア、ベネヴェントで地震 - M6.3、死者150人。
- 1703年1月14日 イタリア中部で地震 - M6.7、ノルチャやラクイラで死者9,800人。
- 1706年11月2日 イタリア、マエーリャで地震 - M6.7、死者2,400人。
- 1726年9月1日 イタリア、パレルモで地震 - M5.7、死者250人。
- 1730年5月12日 イタリア、ノルチャで地震 - M6、死者500人。
- 1731年3月20日 イタリア、フォッジャで地震 - M6.6、死者500人。
- 1732年11月29日 イタリア、アヴェッリーノで地震 - M6.6、死者約2,000人。
- 1735年12月 キプロス、ファマグスタで地震 - M6.5、死者200人。
- 1742年2月14日 ギリシャ、ザキントスで地震 - M6.5、死者120人。
- 1743年2月20日 イオニア海で地震 - M6.9 - 7.3、イタリアで180人死亡。
- 1750年6月7日 ギリシャ、ペロポネソス半島・キティラ島で地震 - M7、死者2,000人。
- 1755年11月1日 ポルトガル、リスボン地震 - Mw8.5 - 9.0[57][58]、津波により死者1万人、地震で数万人。
- 1767年7月11日 ギリシャ、ケファロニアで地震 - M7.2、死者253人。
- 1780年10月 ギリシャ、クレタ島で地震 - M7、死者100人。
- 1781年6月3日 イタリア、カーリで地震 - M6.2、死者300人。
- 1783年2月4日 イタリアのカラブリアで地震 - M6.9、火災などにより死者3 - 5万人、余震で2,500人死亡。
- 1786年2月6日 ギリシャ、ケルキラ島で地震 - M6.6、死者126人。
- 1789年9月30日 イタリア中部で地震 - M5.8、死者500人。
- 1799年7月28日 イタリア、カメリーノで地震 - M5.8、死者104人。

19世紀
- 1805年7月26日 イタリア、モリーゼ州で地震 - M6.6、死者5,600人。
- 1810年2月17日 ギリシャ、イラクリオンで地震 - M7.7、死者2,000人。
- 1812年6月27日 フランス、マルセイユで津波[59][60]。
- 1832年3月8日 イタリア、クトロで地震 - M6.5、死者234人。
- 1851年8月14日 イタリア、メルフィで地震 - M6.3、死者1,000人。
- 1856年10月12日 ギリシャ、クレタ島、ロドス島で地震 - M8.0、死者35人。
- 1857年12月16日 イタリア、バジリカータ州で地震 - M7、死者1万人。
- 1883年7月28日 イタリア、イスキア島で地震 - M5.6、死者2,300人。
- 1886年8月27日 ギリシャ、メッセニアで地震 - M7.5、死者600人。

### 20世紀
1900年代

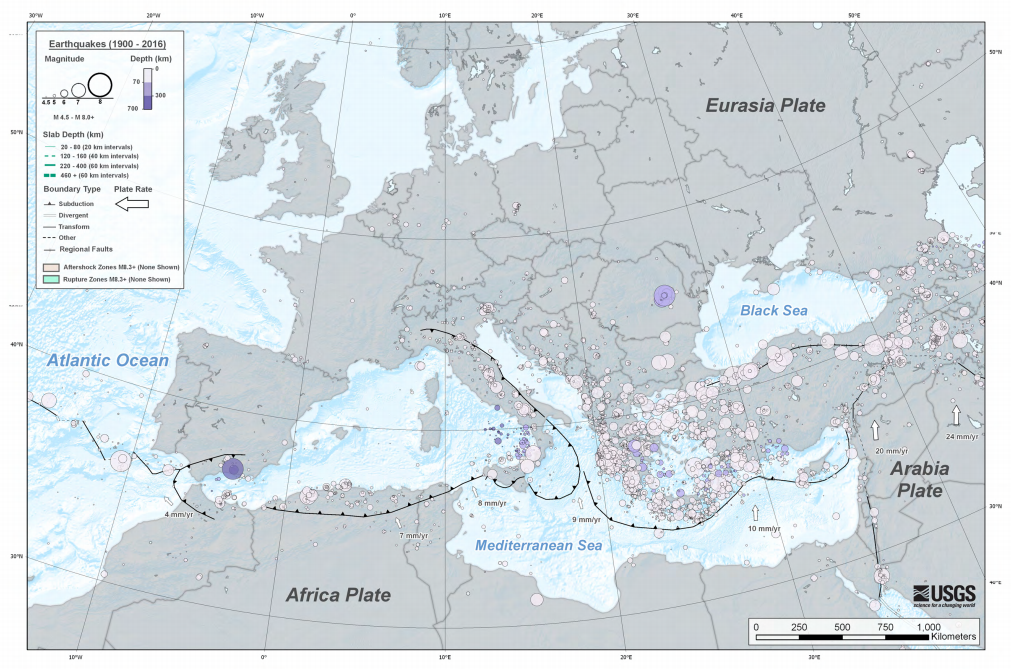
M5.5以上の地震（1900 - 2016） 地中海

- 1905年9月8日 イタリア、カラブリア州で地震 - M7.2、死者557人。
- 1908年12月28日 イタリア、メッシーナ地震 - M7.2、死者11万人。

1910年代
- 1915年1月13日 イタリア中部アヴェッツァーノで地震 - M6.9、死者3万3,000人。
- 1919年6月29日 イタリア北部で地震 - M6.2、死者100人。

1920年代
- 1920年9月7日 イタリア、トスカーナで地震 - M6.4、死者180人。

1930年代
- 1930年7月23日 イタリア南部で地震 - Ms6.6、死者1404人。

1940年代
- 1940年11月10日 ルーマニアで地震 - M7.1、死者1,000人。
- 1941年11月25日 北大西洋ポルトガル沖で地震 - M8.2。

1950年代
- 1953年8月12日 ギリシャで地震 - M7.1、死者800人。

1960年代
- 1963年7月26日 旧ユーゴスラビア南部スコピエで地震 - M6、死者1,100人。

1970年代
- 1976年5月6日 イタリア北東部で地震 - Ms6.5、死者930人。
- 1977年3月4日 ルーマニアで地震 - M7.2、死者1,500人。

1980年代
- 1980年11月23日 イタリア南部で地震 - ML 6.5（M6.8）、死者4,700人。

1990年代
- 1999年9月7日 ギリシャで地震 - Mw6.0、死者143人。

### 21世紀
2000年代
- 2009年4月6日 イタリア中部、ラクイラ地震 - Mw6.3、震源の深さ5km。死者308人。1月から続いていた群発地震で最大の地震[注 5]。

2010年代
- 2016年8月24日 イタリア中部地震 - Mw6.2、震源の深さ10km。死者296人[61]。

## アフリカ

### 近代以前
紀元前17世紀
- 紀元前1630年頃 ヘレニック海溝での巨大地震と大津波[注 6]。

14世紀
- 1303年ピラミッドを覆って輝かせていた石灰石が崩れた[63]。

19世紀
- 1825年3月2日 アルジェリア、ブリダで地震 - 死者7,000人。

### 20世紀
1910年代

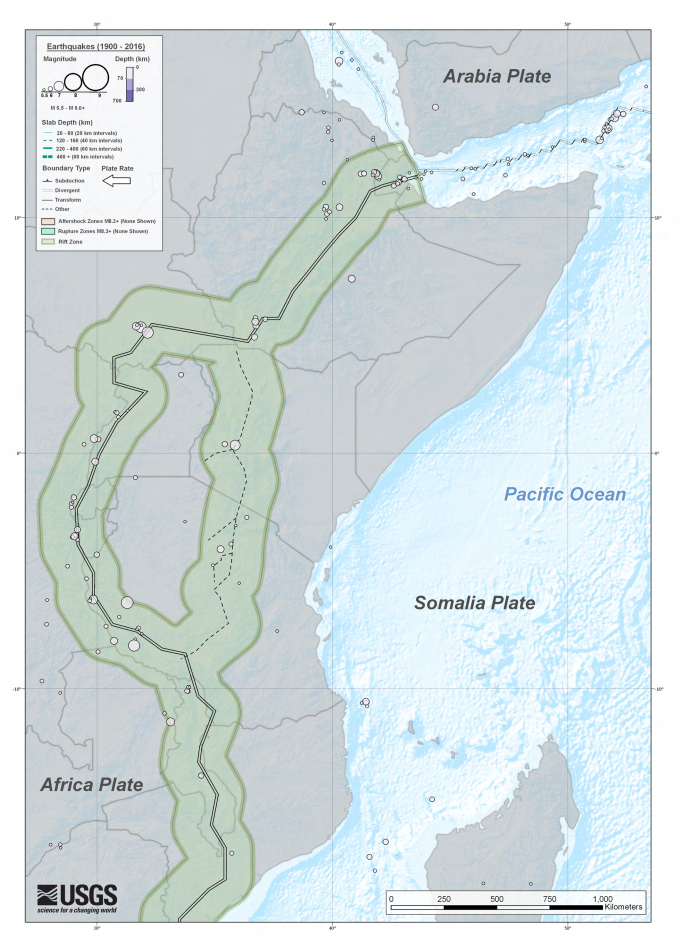
M5.5以上の地震（1900 - 2016） アフリカ東岸

- 1913年2月27日 エリトリア、アスマラ地震。
- 1915年9月23日 エリトリア、アスマラ地震。

1950年代
- 1954年9月9日 アルジェリア北部で地震 - M6.8、死者1,200人。

1960年代
- 1960年2月29日 モロッコで地震 - M5.9、死者1万2,000人。
- 1966年3月20日 ウガンダとザイールの国境付近で地震 - M6.8、死者200人。

1980年代
- 1980年10月10日 アルジェリアで地震（エルアスナム地震） - M7.3、死者3,500人。
- 1983年12月22日 ギニア共和国で地震 - M6.2（mb 6.4）、死者643人。

1990年代
- 1992年10月12日 エジプトで地震 - Mw5.8（M5.9）、死者540人。
- 1994年8月18日 アルジェリアで地震 - Mw5.9、死者160人。

### 21世紀
2000年代
- 2003年5月21日 アルジェリアで地震（ブメルデス地震） - Mw6.8（M6.7）、死者3,000人。
- 2004年2月24日 モロッコで地震 - Mw6.4、死者630人。
- 2023年9月8日 モロッコで地震 - Mw6.8、死者2946人。

## 南北アメリカ

### 近代以前
15世紀
- 1471年 ペルー沖で地震 - M8.0。

16世紀
- 1513年 ペルー沖で地震 - Mw8.9。
- 1520年 チリで地震。
- 1530年9月1日 ベネズエラ沖で地震 - Mw7.7、死者2,000人。
- 1543年 チリ沖で地震 - M8.0。
- 1562年10月28日 チリ、サンチアゴ沖で地震 - M8.0。
- 1570年2月8日 チリ、コンセプシオン沖で地震 - Mw8.8[64]（M8.3）。
- 1575年12月16日 バルディビア地震 - M8.5 詳細不明、推定値[65]。死者1,300人。チリ南部、バルディビア沖で地震、津波堆積物調査から1960年と同規模とも推定される[66][67][68]。
- 1582年1月22日 ペルー、アレキパ沖で地震 - M8.2。
- 1586年7月10日 ペルー、リマ沖で地震 - Mw8.9、死者数不明[69]、津波の高さはリマで26m、内陸10kmまで浸入。
- 1600年
  - 2月19日 ペルー沖で地震 - M8.0。
  - 2月28日 ペルー沖で地震 - M8.2。

17世紀
- 1604年11月24日 ペルー、アレキパ沖で地震 - Mw8.6。
- 1619年2月14日 ペルー、トルヒーヨ沖で地震 -  Mw8.5（M7.7）、死者200人。
- 1638年6月11日 カナダで地震。
- 1647年5月13日 チリ、サンチアゴ沖で地震 - M8.5、死者1,400人。
- 1650年3月31日 ペルー沖で地震 - M8.3。
- 1655年11月13日 ペルー沖で地震 - Mw8.0 - 8.5。
- 1657年3月15日 チリ、コンセプシオン沖で地震 - M8.0。
- 1664年5月12日 ペルーで地震 - M7.3、死者400人。
- 1678年6月17日 ペルー沖で地震 - M8.0。
- 1687年10月20日 ペルー、リマ・カヤオ沖で地震 - Mw8.7、死者5,000人?、津波が日本にまで届く。
- 1692年6月7日 ジャマイカで地震（en） - 死者2,000人。当時のジャマイカの首都であったポートロイヤルが壊滅。
- 1700年1月26日21時頃 太平洋岸北西部、カスケード地震（カスケード沈み込み帯） - Mw8.7 - 9.2[70]、津波は日本にまで届き、日時・規模の特定に繋がった[注 7]。地質調査によると、同地域では数百年周期で同規模の地震が繰り返されている。

18世紀
- 1715年8月24日 ペルー沖で地震 - M8.0。
- 1716年
  - 2月6日 ペルー地震 - Mw 9.0、死者2,000人[要出典]
  - 2月10日 ペルー、上記の最大余震 - Mw8.6。
- 1725年1月6日 ペルー、トルヒーヨ・アンカシュで地震 - Mw7.8、死者1,500人。
- 1727年11月9日 マサチューセッツ州で地震。
- 1730年7月8日 チリ中部、バルパライソ沖で地震 - Mw8.7、死者35人。
- 1744年6月14日 マサチューセッツ州で地震。
- 1746年10月28日[72]（宇津徳治は10月29日） ペルー、リマ・カヤオ沖で地震 - Mw8.6（Mt9.2[73]）、死者4,000 - 1万8,000人。
- 1751年5月25日 チリ、ビオビオ州コンセプシオン沖で地震 - Mw8.6、死者65人。
- 1757年2月22日 エクアドル中部で地震 - M7、死者1,000人。
- 1780年2月6日 フロリダ州で地震。
- 1784年5月13日 ペルー、アレキパ沖で地震 - M8.0、死者400人。
- 1787年
  - 3月28日 メキシコ西岸で地震 - Mw8.5（M8.2）、死者11人。
  - 5月2日 プエルトリコで地震 - M8.0。
- 1797年2月4日 リオバンバ地震 - M8.3、死者4万人。

19世紀
- 1805年6月16日 コロンビア、トリマ県で地震 - M6、死者200人。
- 1806年3月25日 メキシコ中南部で地震 - M7.5、ハリスコ州・ミチョアカン州などで死者2,000人。
- 1811年12月16日 アメリカ中西部ミシシッピ川沿い、ニューマドリッド地震 - M8クラス（USGSによればMw7.7）の地震が2回発生。
  - 1812年1月23日と2月7日にもM8クラスの地震が発生（過去には500年頃、900年頃、1450年頃にも同様の地震があったと推定されている）。
- 1812年
  - 3月26日 ベネズエラ、カラカス地震 - M6.3、死者1万 - 4万人。
  - 12月8日 アメリカ、カリフォルニア州南部、サンワンキャピストラーノで地震 - M7.5、死者50人。
- 1816年7月23日 グアテマラ、サンペドロソロマで地震 - M7.6、死者23人。
- 1819年4月11日 チリ、コピアポ沖で地震 - Mw8.6（M8.3）。
- 1821年7月10日 ペルー沖で地震 - M8.2、死者160人。
- 1822年11月19日 チリ、バルパライソ沖で地震 - Mw8.6、死者2,000人。
- 1835年2月20日 チリ、コンセプシオン沖で地震 - M8.4、死者500人。
- 1837年11月7日 チリ南部、バルディビア沖で地震 - Mw8.5（Ms8.0、Mt9 1/4[4]）、死者65人。
- 1842年5月8日 ハイチで地震 - M7.7、死者5,000人。
- 1843年2月8日 リーワード諸島で地震 - M7.8、死者5,000人。
- 1857年1月10日 アメリカ、カリフォルニア州南部、フォートテフォンで地震 - M8.3（Mw7.9）、死者3人。
- 1859年
  - 3月22日 エクアドルで地震 - M6.3、死者5,000人。
  - 10月5日 チリ沖で地震 - M8.0。
- 1861年3月20日 アルゼンチンで地震 - M6.8、死者1万8,000人。
- 1868年
  - 4月2日 ハワイ諸島で地震 - M8.0、死者77人。
  - 8月13日 ペルー、チリ北部沖、アリカ地震 - Mw8.9 - Mw 9.1（Mt9.0[4]）、津波による死者2万。日本・三陸に遠地津波の記録あり。
  - 8月16日 エクアドル・コロンビアで地震 - M7.7、死者5万5,000人。
- 1875年5月18日 ククタ地震 - M7.0、死者1万6,000人。
- 1877年5月9日 チリ北部沖、イキケ地震 - Mw8.6 - Mw 9.0[73]（Mt9.0[4]）、死者2,000人?、最大波高24m。日本・三陸に遠地津波の記録あり（房総半島で死者を含む被害）。
- 1886年8月31日 チャールストン地震 - M7.5、死者約60人。
- 1899年9月10日 アラスカ州で地震 - Mw8.3（M8.0）。

### 20世紀
1900年代
- 1900年

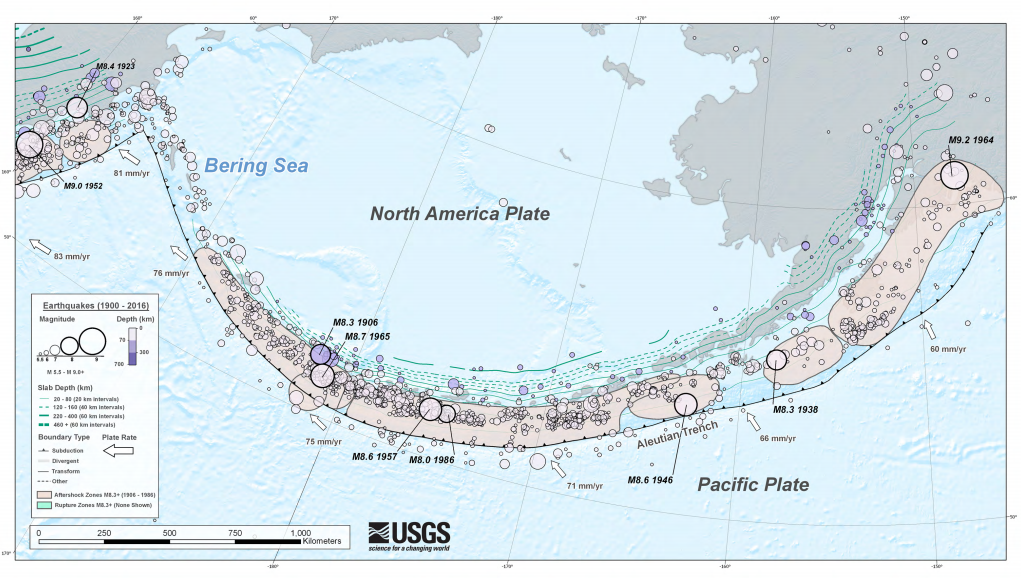
M5.5以上の地震（1900 - 2016） アリューシャン列島

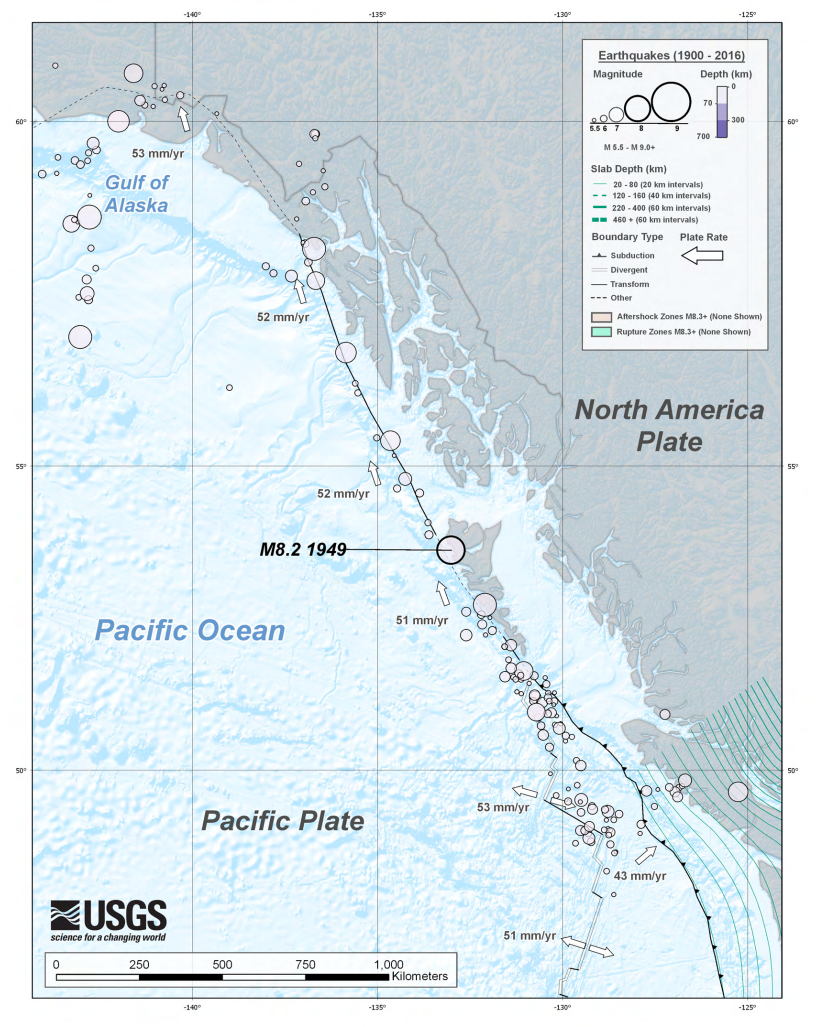
M5.5以上の地震（1900 - 2016） カナダ西岸

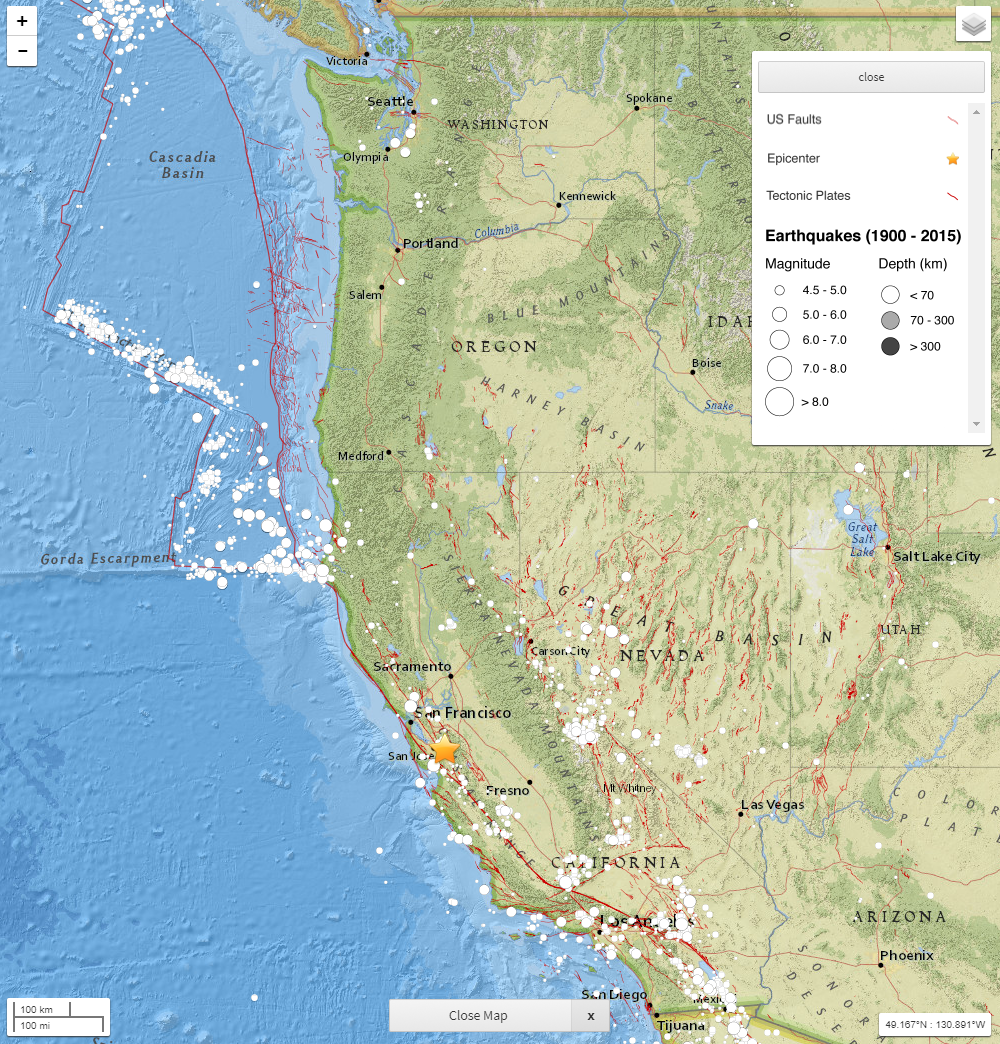
M4.5以上の地震（1900 - 2015） アメリカ西海岸

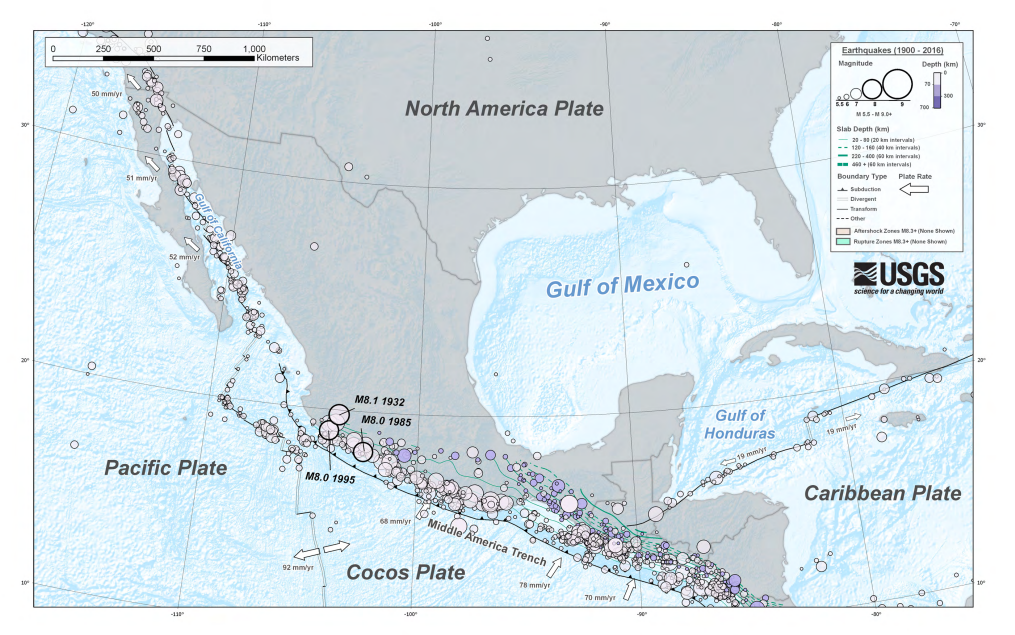
M5.5以上の地震（1900 - 2016） メキシコ

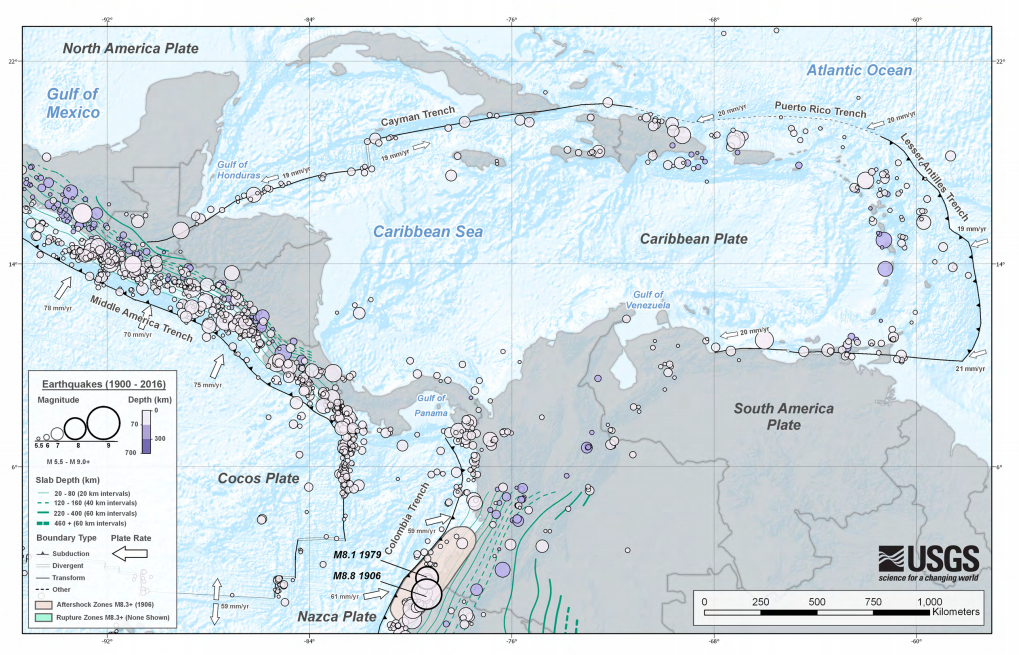
M5.5以上の地震（1900 - 2016） カリビアン

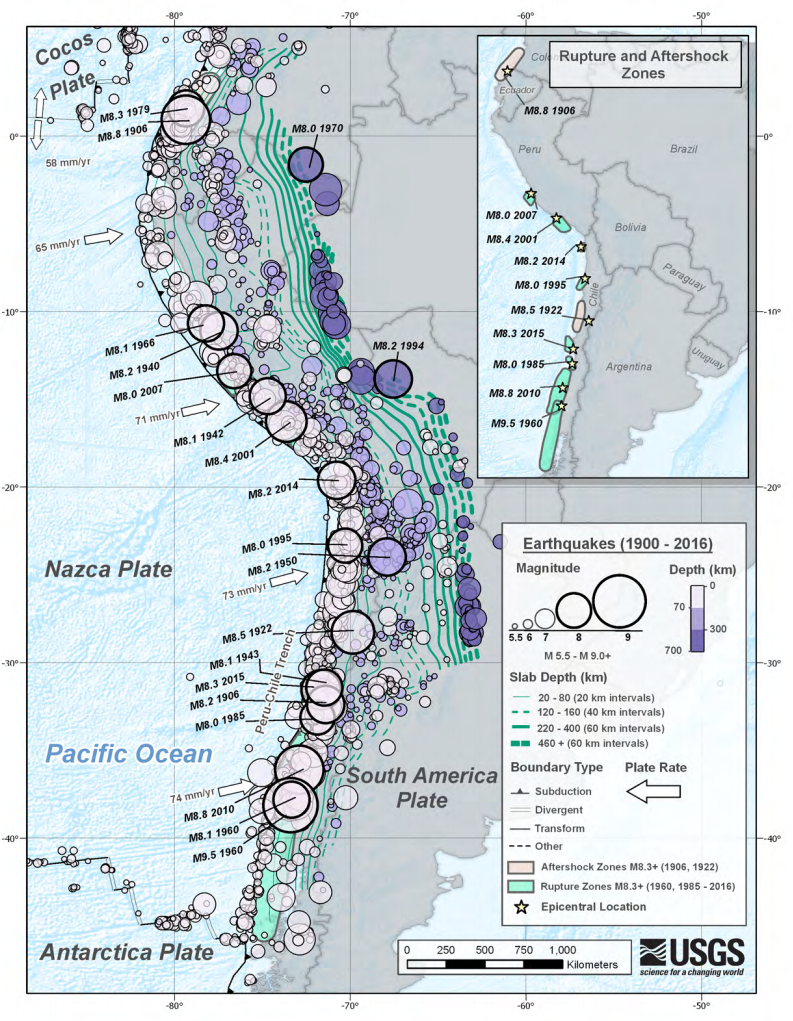
M5.5以上の地震（1900 - 2016） 南米

  - 10月9日 アラスカ州コディアック諸島で地震 - Mw8.0（Ms7.7）。
  - 10月29日 ベネズエラ沖で地震 - Mw8.3（Ms7.7）。
- 1902年4月18日 グアテマラで地震 - M7.4、死者2,000人。
- 1904年8月27日 アラスカ州で地震 - M8.3。
- 1906年
  - 1月31日 エクアドル・コロンビア地震 - Mw8.8[6]（Ms8.6）、死者2,000人。
  - 4月18日 サンフランシスコ地震 - Mw7.9（Ms8.3）、死者3,000人。
  - 7月12日 ニューメキシコ州で地震。
  - 8月17日 チリ、バルパライソ地震 - Mw8.2（Ms8.4）、死者3,800人。
  - 9月28日 エクアドル沖で地震 - M8.0。
- 1907年1月14日 ジャマイカ、キングストン付近で地震 - M6.5、死者1,000人以上。

1910年代
- 1910年
  - 5月5日 コスタリカで地震 - M6.4、死者700人。
  - 9月23日 アリゾナ州で地震。
- 1913年11月4日 ペルーで地震 - M7.0、死者160人。

1920年代
- 1922年11月11日 チリ地震 - Mw8.5、死者1,000人。
- 1927年6月1日 ニュージャージー州で地震。
- 1928年
  - 6月17日 メキシコで地震 - Mw8.0。
  - 12月1日 チリで地震 - Mw7.7（Ms8.0）、死者224人。

1930年代
- 1931年
  - 1月15日 メキシコで地震 - M7.7、死者110人。
  - 3月31日 ニカラグアで地震 - M6.0、死者1,000人。
- 1932年6月3日 メキシコ、グアダラハラで地震 - Mw8.1、死者44人。
- 1938年11月10日 アラスカ州シュマージン諸島で地震 - Mw8.0（Ms8.6）。
- 1939年1月25日 チリ中部で地震 - M8.3、死者2万8,000人。

1940年代
- 1940年5月24日 ペルー沖で地震 - Mw8.2、死者250人。
- 1942年
  - 5月14日 ペルー・エクアドル沖で地震 - M7.9、死者200人。
  - 8月24日 ペルー沖で地震 - Mw8.2、死者20人。
- 1943年
  - 2月22日 メキシコで地震 - M7.8、死者10人。
  - 4月6日 チリ、コキンポ沖で地震 - Mw8.2、死者30人。
- 1944年1月15日 アルゼンチン中部で地震 - M7.2、死者8,000人。
- 1946年
  - 4月1日 アリューシャン地震 - Mw8.1（M7.8）津波マグニチュードはMt9.3[4][74]、ハワイ諸島を始めとする太平洋各地に津波。死者・行方不明者165人、被害総額2,600万ドル。
  - 8月4日 ドミニカ共和国で地震 - M8.0、死者100人。
  - 11月10日 ペルーで地震 - M7.3、死者1,400人。
- 1949年8月5日 エクアドルで地震 - M6.8、死者6,000人。
- 1949年8月22日 カナダ、クイーン・シャーロット島で地震 - Mw8.1。

1950年代
- 1957年
  - 3月9日 アリューシャン地震 - Mw8.6[75] - Mw 9.1[6]（Ms8 1/4、Mt9.0[4]）。
  - 7月28日 メキシコで地震 - M8.0、死者68人。

1960年代
- 1960年
  - 5月21日 チリ沖で地震 - M8.1、チリ地震の前震。
  - 5月22日 チリ地震（観測史上最大規模の地震）- Mw 9.5[6]（Ms8.5、Mt9.4[4]）。チリ南部、バルディビア沖、5,700人が死亡。日本への津波による死者は142人。
- 1964年3月28日 アラスカ地震 - Mw 9.2[6]（Ms8.4、Mt9.1[4]）、死者131人。
- 1965年
  - 2月3日 アリューシャン地震 - Mw8.7（Ms8.2）。
  - 3月28日 チリで地震 - M7.7、死者400人。
  - 5月3日 エルサルバドルで地震 - M6.3、死者125人。
- 1966年
  - 8月15日 メリーランド州で地震。
  - 10月17日 ペルー沖で地震 - Mw8.1、死者125人。

1970年代
- 1970年
  - 5月31日 ペルー北部、アンカシュ地震 - M7.7、ユンガイなどで死者6万7,000人。プレート内の正断層型地震[76]。
  - 7月31日 コロンビア地震 - Mw8.0、死者1人。震源が非常に深く、コロンビアのボゴタやプエルトリコのサンフアン、ブラジルのサンパウロなどで地震動が観測されたほか、遠くはメキシコシティやアルゼンチンのブエノスアイレスでも揺れが観測された。
- 1971年2月9日 サンフェルナンド地震 - M6.4
- 1972年12月23日 ニカラグア地震 - M6.2、死者5,000人。
- 1973年1月30日 メキシコで地震 - M7.4（Ms7.5）、死者60人。
- 1974年10月3日 ペルー沖で地震 - Mw8.1、死者78人。
- 1976年2月4日 グアテマラ地震 - Mw7.5、死者2万3,000人。
- 1979年12月12日 エクアドルで地震 - Ms7.7、死者600人。

1980年代
- 1985年
  - 3月3日 チリで地震 - Ms7.8（M7.6）、死者179人。
  - 9月19日 メキシコ地震 - Mw8.0（M8.1）、メキシコシティを中心に5,900人以上が死亡。
- 1986年
  - 5月7日 アリューシャン地震 - Mw7.9。
  - 10月10日 エルサルバドル、サンサルバドル地震 - M5.4（Ms5.5）、死者1,000人。
- 1987年
  - 3月6日 エクアドル・コロンビアで地震 - M6.9（Ms7.0）、死者5,000人。
  - 11月30日 アラスカ州で地震 - Mw7.8。
- 1988年3月6日 アリューシャン諸島で地震 - Mw7.7。
- 1989年10月17日 アメリカ、カリフォルニア州ロマ・プリータ地震 - Mw6.9（M7.1）、死者62人。

1990年代
- 1991年4月22日 コスタリカで地震 - Mw7.6（M7.7）、死者76人、津波あり。
- 1992年
  - 6月28日カリフォルニア州、ランダース地震（英語版） - Mw7.3、死者3、負傷400人以上。独立しているが関連した陸上3連動地震として著名[77]。
  - 9月2日 ニカラグアで地震 - Mw7.6（M7.2）、地震・津波で死者約170人。
- 1994年
  - 1月17日 ノースリッジ地震（ロサンゼルス地震） - Mw6.7（M6.8）、死者60人（都市型地震災害の典型）。
  - 6月6日 コロンビアで地震 - Mw6.8（M6.6）、死者800人。
  - 6月8日 ボリビア深発地震 - Mw8.2、死者10人。深発地震としては20世紀最大級。
- 1995年
  - 7月30日 チリ、アントファガスタ州で地震 - Mw8.0、死者3人。
  - 10月9日 メキシコで地震 - Mw8.0、死者49人。
- 1996年6月10日 アリューシャン諸島で地震 - Mw7.9（M7.6）。
- 1999年1月25日 コロンビア・キンディオ地震 - Mw6.1、死者1,000人。

### 21世紀
2000年代
- 2001年
  - 1月13日 エルサルバドルで地震 - Mw7.7（M7.6）、死者3,000人。
  - 6月23日 ペルー沖で地震 - Mw8.4、死者138人。
- 2002年11月3日 アラスカ州で地震 - Mw7.9（M8.3）。
- 2003年
  - 1月21日 メキシコ南部で地震 - Mw7.5（M7.6）、死者25人。
  - 11月17日 アリューシャン諸島で地震 - Mw7.8（M8.0）。
- 2004年9月28日 アメリカ、パークフィールド地震 - Mw6.0、USGSなどにより地震予知が可能とされたが最終的に見逃した。
- 2005年6月13日 チリで地震 - Mw7.7、死者11人。
- 2007年8月15日 ペルー地震 - Mw8.0、死者540人以上。

2010年代
- 2010年
  - 1月12日 ハイチ地震 - Mw7.0、死者22万人以上（公式発表では31万6000人以上とも言われるが正確な数は不明）。
  - 2月27日 チリ・マウレ地震 - Mw8.8、死者452人[78]。日本など太平洋沿岸各地に津波。
- 2012年
  - 3月20日 メキシコ南部で地震 - Mw8.0。
  - 11月7日 グアテマラで地震 - Mw7.4、死者・行方不明者130人[79]。
- 2014年4月1日 チリ沿岸北部で地震（イキケ地震） - Mw8.2[80]、死者 6名[注 8]。
- 2015年9月16日 チリ中部で地震（イヤペル地震） - Mw8.3、死者5名（9月17日時点）[82]。
- 2016年4月16日 エクアドル沿岸部で地震 - Mw7.8、マナビ州、死者661人[83]。
- 2017年
  - 9月7日 メキシコ南部沖で地震（チアパス地震） - Mw8.1、死者91人（9月11日現在）[84]。
  - 9月19日 メキシコ中部地震 - Mw7.1、死者326人[85]。
- 2019年5月26日 2019年ペルー地震（英語版） - Mw8.0、死者2人。
- 2021年
  - 7月28日 - アラスカ・チグニック地震 - Mw8.2。
  - 8月12日 - 英領サウスサンドウィッチ諸島で地震（英語版） - Mw8.1。
  - 8月14日 - ハイチ地震 - Mw7.2、死者2,207人[86]。

## 北極・南極
- 1942年11月10日、インド洋南部（南極海）のプリンス・エドワード諸島で地震。M8.3。
- 1998年3月25日、南極大陸ヴィクトリアランド沖の南極海（南緯62.876度、東経149.712度）で地震。Mw8.1（M8.0）。震源の深さ10km。昭和基地では揺れを感じなかった。

## 規模が大きな地震
巨大地震と呼ばれるマグニチュード8以上の地震は、1900年以降2017年10月8日までに93回記録されている。内82回が環太平洋火山帯で発生しており、巨大地震に関しては大半が太平洋を囲む地域で発生している。この他、大地震と呼ばれ大きな被害が発生しうるM7.0 - 7.9が1258回あった。M6クラスは1万以上と推定される。
1900年以降（大きさ順）
|    | 名称                       | 発生日         | 震源地（震源域）                                      | 規模（Mw） |
| -- | -------------------------- | -------------- | ----------------------------------------------------- | ---------- |
| 1  | チリ地震                   | 1960年5月22日  | チリ バルディビア近海                                 | 9.2 - 9.5  |
| 2  | スマトラ島沖地震           | 2004年12月26日 | インドネシア スマトラ島北西部 - インド アンダマン諸島 | 9.1 - 9.3  |
| 3  | アラスカ地震               | 1964年3月27日  | アメリカ合衆国 アラスカ州 プリンス・ウィリアム湾      | 9.1 - 9.2  |
| 4  | 東北地方太平洋沖地震       | 2011年3月11日  | 日本 三陸沖                                           | 9.0 - 9.1  |
| 4  | アリューシャン地震         | 1957年3月9日   | アメリカ合衆国 アラスカ州 アンドリアノフ諸島          | 8.6 - 9.1  |
| 6  | カムチャツカ地震           | 1952年11月4日  | ロシア カムチャツカ半島近海                           | 8.8 - 9.0  |
| 7  | カムチャツカ地震           | 2025年7月30日  | ロシア カムチャツカ半島南東沖                         | 8.8        |
| 7  | チリ・マウレ地震           | 2010年2月27日  | チリ マウレ沖                                         | 8.8        |
| 7  | エクアドル・コロンビア地震 | 1906年1月31日  | エクアドル北西沖                                      | 8.8        |
| 10 | アリューシャン地震         | 1965年2月4日   | アメリカ合衆国 アラスカ州 ラット諸島                  | 8.7        |

注：算出されたマグニチュードの値に差があるものは、最大のものと最小のものを示した。順位は最大のもので記載している。
1500年 - 1899年（発生順、推定最大マグニチュード9以上）
| 名称             | 発生日         | 震源地（震源域）                                            | 規模（Mw）     |
| ---------------- | -------------- | ----------------------------------------------------------- | -------------- |
| バルディビア地震 | 1575年12月16日 | チリ バルディビア沖                                         | 9.5程度?       |
| カスケード地震   | 1700年1月26日  | アメリカ合衆国 カリフォルニア州北部 - カナダ バンクーバー島 | 8.7 - 9.2程度  |
| 宝永地震         | 1707年10月28日 | 日本 東海・南海沖                                           | 8.7 - 9.3程度  |
| カムチャツカ地震 | 1737年10月18日 | ロシア カムチャツカ半島近海                                 | 9.0 - 9.3程度  |
| リスボン地震     | 1755年11月1日  | ポルトガル 沖                                               | 8.8 - 9.0程度  |
| スマトラ島沖地震 | 1833年11月25日 | インドネシア スマトラ島南西部                               | 8.8 - 9.2程度? |
| チリ・アリカ地震 | 1868年8月13日  | チリ アリカ沖                                               | 8.8 - 9.1程度  |
| チリ・イキケ地震 | 1877年5月9日   | チリ イキケ沖                                               | 9.0程度        |

注：超巨大地震の規模を正確に見積もることは難しく、さらに地震計による観測記録を有しない歴史地震の推定規模は精度が低い。

## 被害が大きな地震
|    | 名称               | 発生日         | 震源地（震源域）                                      | 死者数（人）       |
| -- | ------------------ | -------------- | ----------------------------------------------------- | ------------------ |
| 1  | 華県地震           | 1556年1月23日  | 中国 陝西省                                           | 820,000 - 830,000? |
| 2  | 唐山地震           | 1976年7月28日  | 中国 河北省                                           | 242,419 - 779,000? |
| 3  | ハイチ地震         | 2010年1月12日  | ハイチ ポルトープランス                               | 222,570 - 316,000? |
| 4  | アンティオキア地震 | 115年12月3日   | トルコ                                                | 260,000?           |
| 5  | アンティオキア地震 | 526年5月29日   | トルコ アンティオキア                                 | 250,000?           |
| 6  | 海原地震           | 1920年12月16日 | 中国 寧夏 - 甘粛省                                    | 235,502            |
| 7  | スマトラ島沖地震   | 2004年12月26日 | インドネシア スマトラ島北西部 - インド アンダマン諸島 | 230,210            |
| 8  | アレッポ地震       | 1138年8月9日   | シリア アレッポ                                       | 230,000?           |
| 9  | 洪洞地震           | 1303年9月17日  | 中国 山西省                                           | 200,000以上?       |
| 10 | ダームガーン地震   | 856年12月22日  | イラン ダムガン                                       | 200,000?           |

注：死者数の大小は文献により大きな差がある。情報の信頼性も文献、時代、場所によってまちまちであるため、順位は厳密なものではない。